# Théâtre de Pompée
Vous lisez un « bon article » labellisé en 2016.
Le théâtre de Pompée est un théâtre romain situé au Champ de Mars, à Rome, dans l'actuel rione du Parione, construit par le consul Pompée, « un des grands conquérants de Rome » entre 61 et 55 av. J.-C.
Il est à Rome le premier théâtre construit de façon durable en maçonnerie et de dimensions monumentales, « prototype absolu […] mais en même temps héritier d'une tradition déjà ancienne, tant italique que gréco-orientale » selon le spécialiste Pierre Gros. Issu d'inspirations multiples et modèle pour des édifices ultérieurs, il constitue « une rupture dans l'histoire des édifices de spectacles du monde romain » et « une étape dans l'histoire de l'architecture romaine publique ».
Le complexe pompéien ne comprend pas seulement un théâtre, « le plus grand théâtre bâti à Rome et dans le monde antique » (Jean-Claude Golvin), mais également un vaste portique monumental pourvu d'une curie, salle de réunion pour les séances du Sénat romain qui a été le lieu de l'assassinat de Jules César aux ides de mars 44 av. J.-C. Il abritait aussi un sanctuaire dédié à Vénus et des chapelles annexes vouées à des divinités de moindre importance. Ces éléments lui confèrent un statut de « ville dans la Ville » (Pierre Gros).
L'objectif du commanditaire était politique et obéissait à un programme. L'espace sur lequel est construit cet ensemble a une signification religieuse et l'allotissement de ce secteur débute avec le complexe bâti sous l'impulsion d'un Pompée auréolé de grandes victoires militaires. Premier théâtre en dur suivi d'autres bâtis non loin, il garda pendant toute l'Antiquité une aura particulière, comme en témoignent les nombreux travaux menés jusqu'au Ve siècle. Le complexe est détruit à partir du Moyen Âge et jusqu'à l'époque moderne, et ses matériaux sont largement réemployés dans les nouvelles constructions, car la zone du Champ de Mars devient un des quartiers les plus peuplés à cette époque. Le complexe monumental disparaît alors. Il n'en subsiste, au début du XXIe siècle, que de maigres vestiges visibles sous les immeubles du quartier, qui ont parfois conservé la forme caractéristique en hémicycle du grand bâtiment de l'époque républicaine. Cette configuration étonnante est un « aspect paradoxal et passionnant de la situation archéologique du théâtre de Pompée ».

## Histoire

### Le Champ de Mars avant Pompée

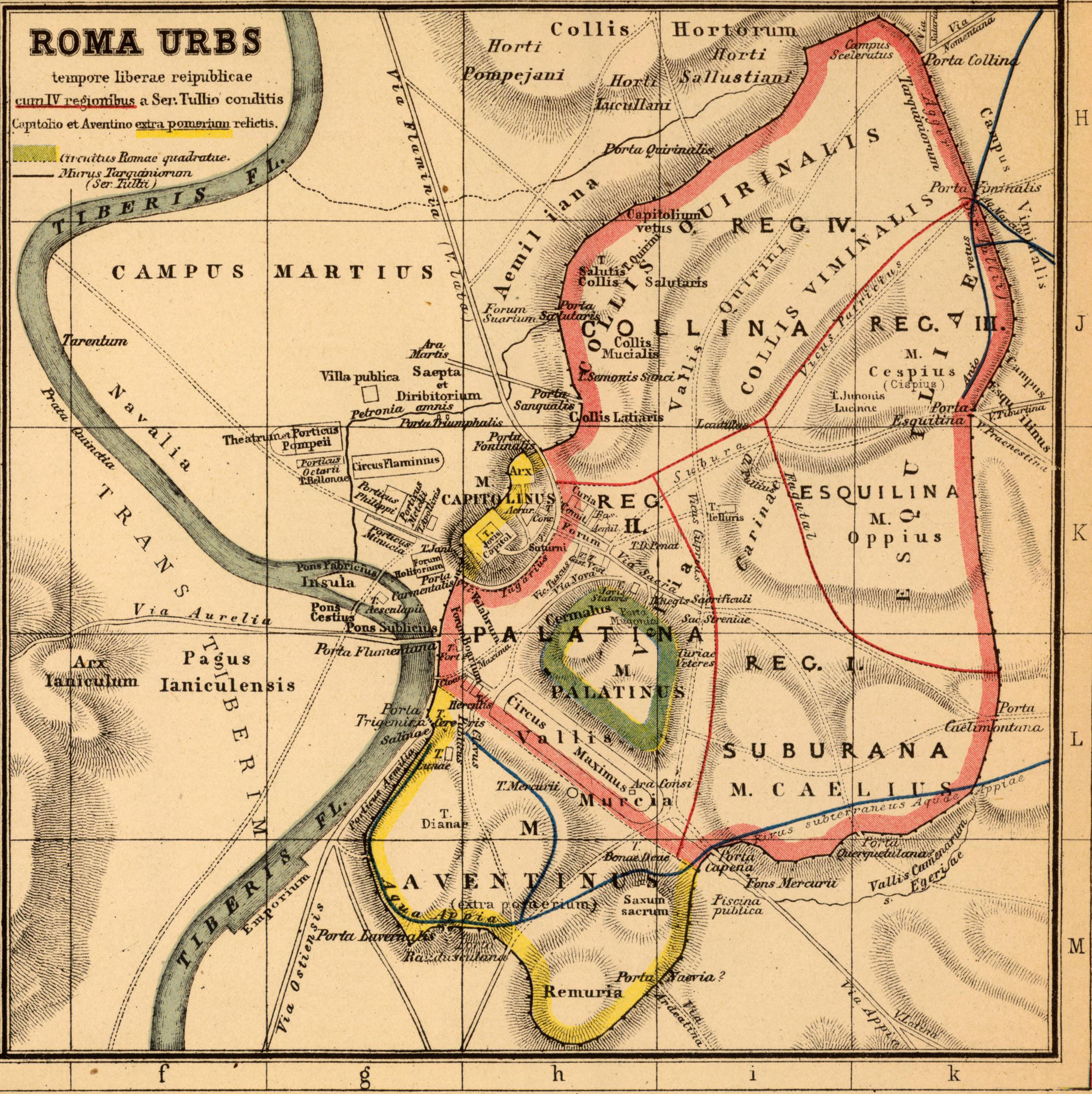
Plan de Rome à l'époque de Servius Tullius, au Le pomerium est indiqué en rouge. Le Champ de Mars est clairement hors de la ville de Rome, tout comme le Capitole et l'Aventin.

Le Champ de Mars est un espace public depuis le début de la République romaine, conséquence directe de la confiscation d'un secteur de chasse réservé précédemment aux monarques. Depuis cette date de 509 av. J.-C., cet espace est consacré au dieu Mars et possède une grande valeur religieuse et militaire, liée à sa localisation en dehors du pomerium, frontière à la fois juridique et religieuse de la ville. Cette zone n'est annexée que lors de la vaste réorganisation de la ville par l'empereur Auguste.
Le Champ de Mars était sous la République romaine un secteur dédié aux déploiements militaires. Filippo Coarelli a émis l'hypothèse d'une localisation du Textrinum nauibus longis, espace consacré à la marine de guerre, sur cet emplacement entre le IIIe et la moitié du Ier siècle av. J.-C.. La zone était également dédiée aux triomphes car le départ des processions était situé à proximité du Circus Flaminius.

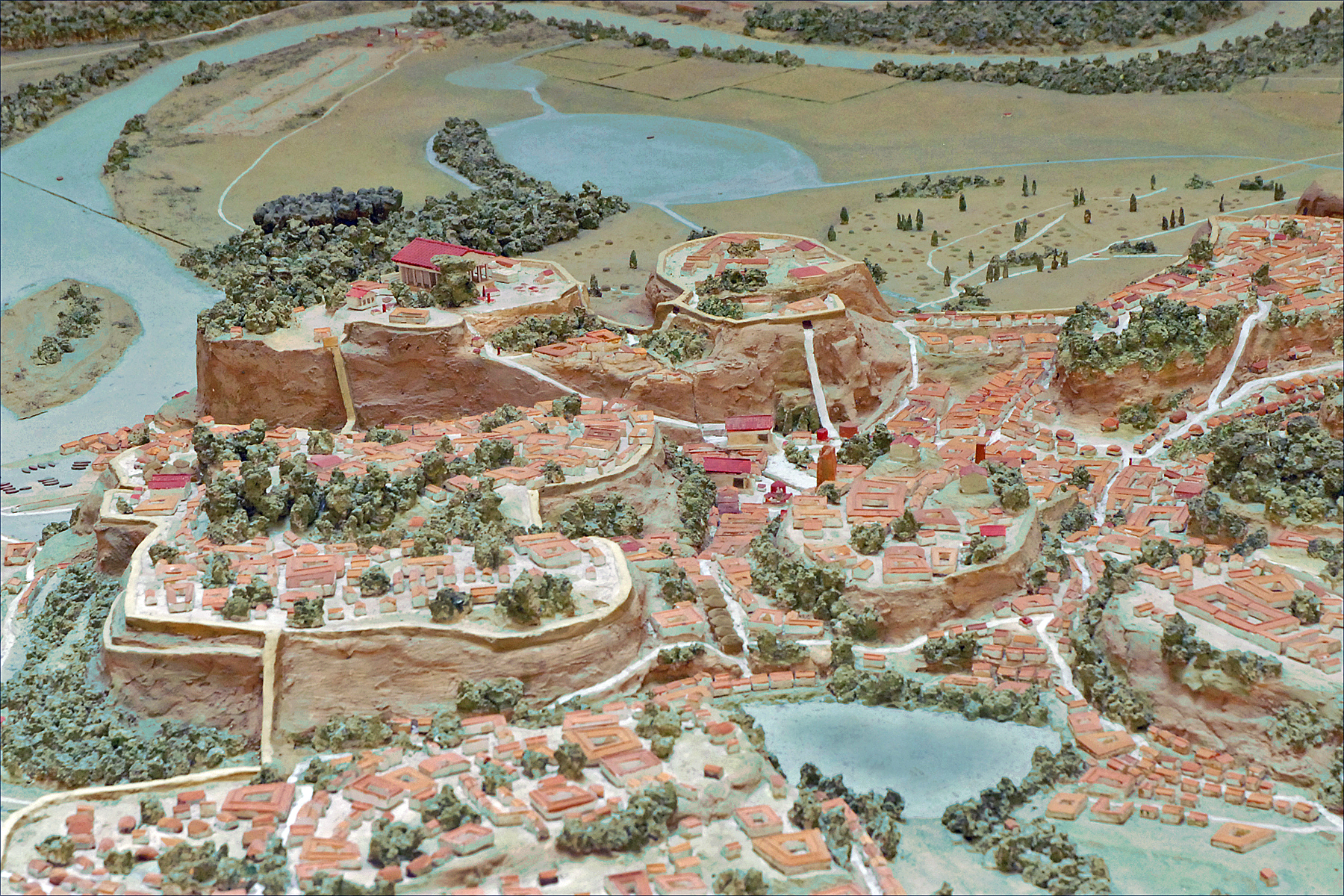
Maquette de la Rome archaïque au musée de la Civilisation romaine, Rome. L'étendue d'eau à l'arrière-plan est située sur la zone du champ de Mars

En dépit de la valeur religieuse du lieu, de son usage militaire et de la « concession au peuple romain de l'ensemble de la zone », le Champ de Mars se trouve peu à peu privatisé. Alors qu'auparavant les constructions étaient rares et soumises à autorisation du Sénat, elles se seraient accélérées après la Guerre sociale et l'apparition de difficultés financières nécessitant la vente de terrains publics. Les « interdits liés à la forte empreinte religieuse et civique du secteur » se trouvèrent donc abolis, les terrains vendus aux enchères et acquis par un groupe de proches de Sylla, bénéficiaires des confiscations des proscrits. Pompée, partisan de Sylla, a pu faire partie de ces bénéficiaires.
Le Champ de Mars avait une faible densité de construction, liée à la proximité du Tibre, susceptible de l'inonder et surtout à la relative insalubrité due à une zone marécageuse, le palus capræ (marais aux chèvres). L'assèchement du marécage lors de la construction du complexe pompéien n'est pas certain et, même si cet aménagement avait déjà eu lieu, Pompée n'aurait sans doute choisi un espace relativement instable. Des édifices publics couvrent peu à peu le Champ de Mars, temples, enclos destinés aux élections, portiques, thermes et édifices de spectacles.

### Les moyens de la politique édilitaire de Pompée

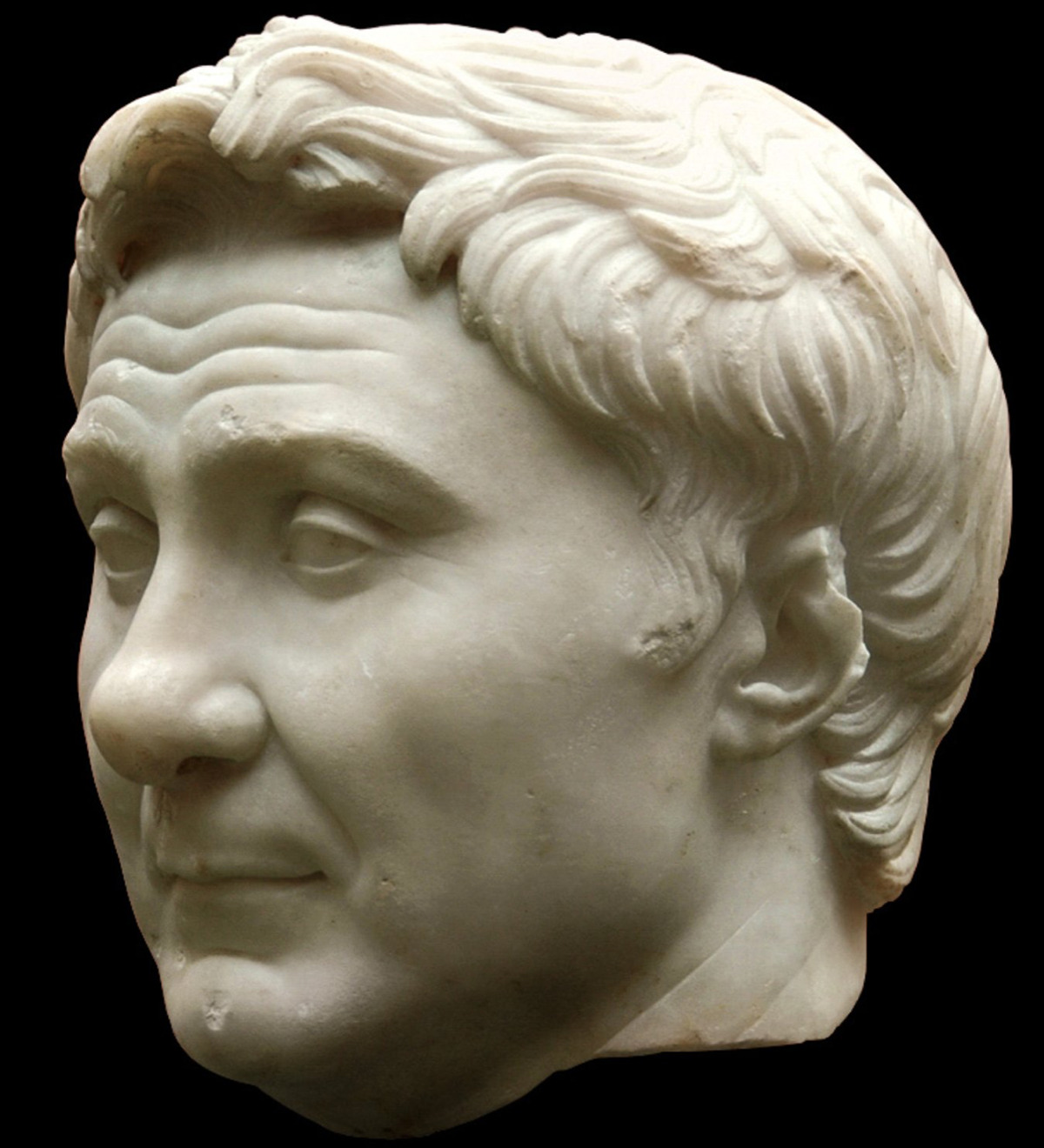
Buste de Pompée, marbre, début du, Inv. No 733, Copenhage, Ny Carlsberg Glyptotek

Au Ier siècle av. J.-C. de nombreux lieux de spectacles sont construits par « l'ambition des hommes providentiels ». Pompée, « seul général toujours revenu victorieux de ses différentes campagnes », élève l'édifice sur un terrain lui appartenant, sans doute entre 61 av. J.-C., année de son triple triomphe et 55 av. J.-C., année de son second consulat. Il était alors au sommet d'une gloire procurée par ses victoires, notamment sur Mithridate, et en position d'imposer sa volonté. Mais, à partir de 62 av. J.-C., le Sénat tend à s'opposer à ses volontés , et le « coup de force » qu'est la construction du théâtre se place dans un contexte tendu. Le triomphe de Pompée se déroule le 30 septembre 61 av. J.-C. et ses victoires font entrer dans le giron de Rome la Bithynie, le Pont et la Syrie. Il triomphe sur trois continents différents, impressionnant ses contemporains,. Le territoire de Rome augmente et, de ce fait, ses revenus fiscaux aussi.

Le butin amassé a sans doute permis de financer le complexe du Champ de Mars, « témoignage durable de sa propre gloire », mais la construction a peut-être été réglée aussi sur les ressources propres du général. On sait que Pompée a utilisé le butin de la guerre contre les pirates pour élever un temple à Minerve. Dion Cassius évoque une rumeur de financement par un affranchi du général, donc un homme de paille. Peu d'informations sont disponibles. Les travaux débutent sans doute en 61 av. J.-C.. La zone concernée par la voie consacrée aux triomphes doit être modifiée.

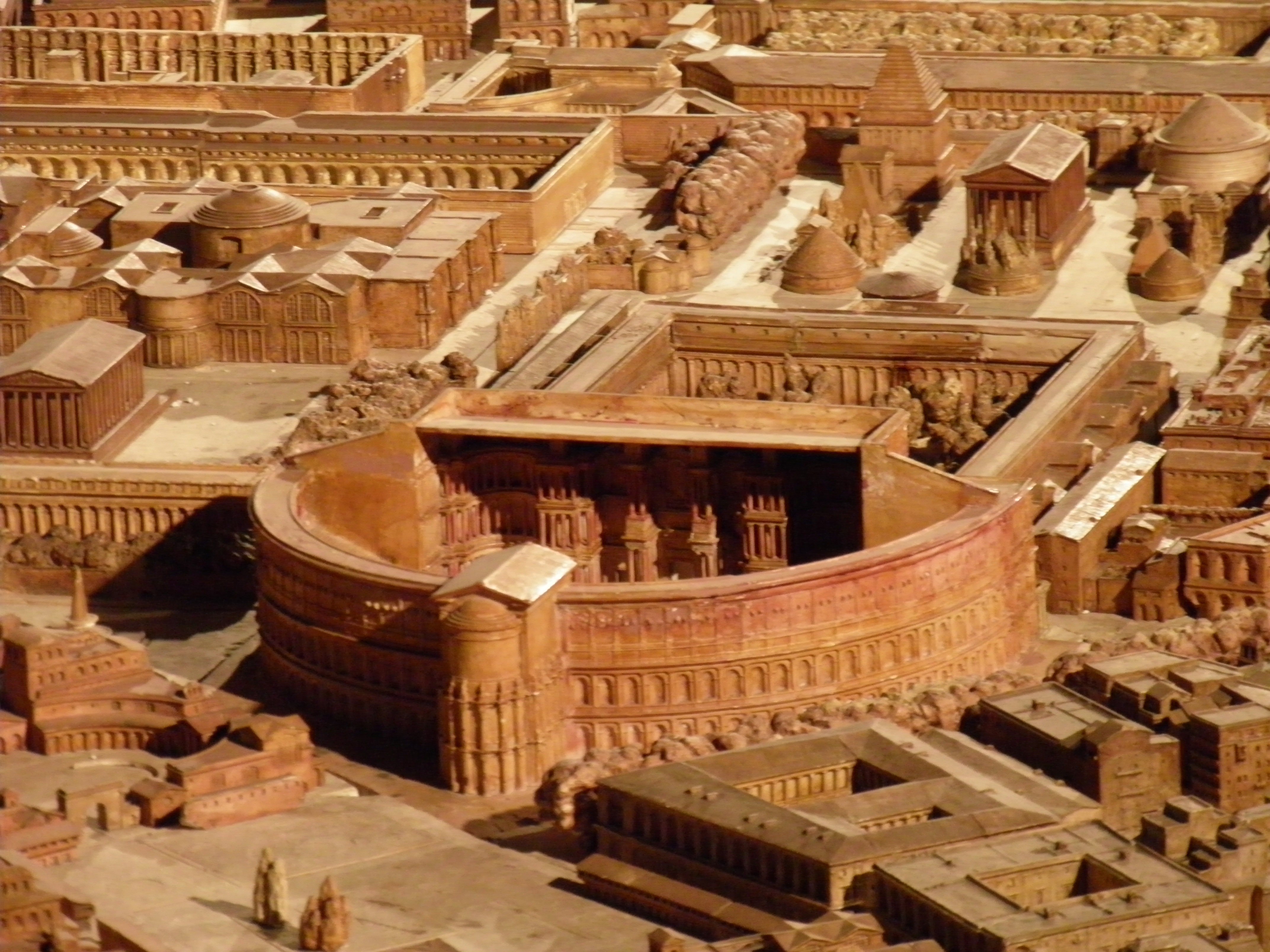
Vue du complexe dans son quartier sur le plan de Rome de l'université de Caen, avec l'arrière du temple de Vénus Victrix

À la suite des accords de Lucques, Pompée ne pouvait avoir une activité dans le pomerium après son consulat, mais disposait dans son complexe, d'« une réduction de la ville » avec un lieu de rencontre : le portique, un lieu de réunion du public : les gradins, et une curie.
Les jardins de Pompée, localisés au Champ de Mars selon l'interprétation par F. Coarelli d'un récit de Plutarque, y étaient situés avec sa villa « à quelques dizaines de mètres » du théâtre, probablement à l'endroit utilisé par la suite pour l'odéon de Domitien.
Le commanditaire pouvait utiliser son terrain à sa convenance, du fait de sa localisation hors du pomerium. Il le rendit à l'usage public, mais il dut rendre compte de son choix d'un théâtre permanent à Rome.
Ce fut le premier bâti en marbre (theatrum marmoreum), en place des constructions provisoires en bois dont on s'était alors contenté. Une loi interdisait en effet les théâtres permanents à Rome : le théâtre, en accord avec les conceptions grecques, devait conserver son caractère de spectacle sacré, donné dans des constructions provisoires associées à des cultes religieux. Avant l'inauguration du théâtre de Pompée, mais après le début du chantier, Aemilius Scaurus offre à Rome un théâtre temporaire en 58 av. J.-C..
Pour contourner cette loi, Pompée fit édifier au sommet des gradins un temple à Vénus Victrix, divinité à laquelle il fut attaché toute sa vie : la cavea du théâtre n'était qu'une sorte d'exèdre donnant accès au temple.

### Inauguration du théâtre et du temple

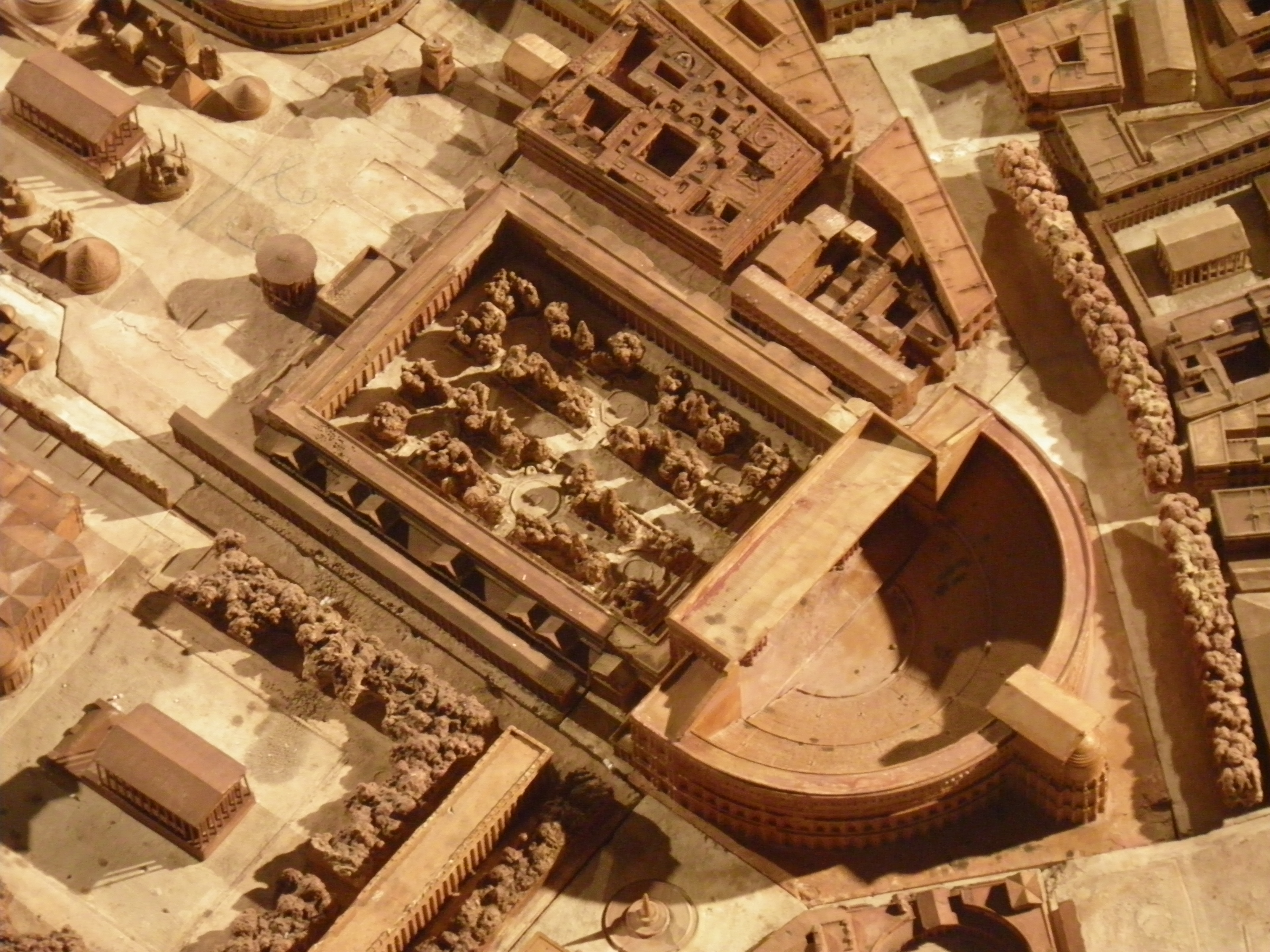
Complexe pompéien du Champ de Mars sur la maquette de Paul Bigot, vue aérienne

L'inauguration du théâtre a probablement eu lieu en 55 av. J.-C., peut-être le 29 septembre, « jour de l'anniversaire de Pompée », ou fin septembre-début octobre (généralement les spectacles avaient lieu du printemps au mois d'octobre).
Des jeux somptueux ont lieu à cette occasion, dit Cicéron, dont des venationes exceptionnelles,. Le temple a lui été consacré le 12 août 52 av. J.-C., selon Aulu-Gelle, suivi par F. Coarelli. Pompée se fit sans doute construire une maison non loin du théâtre.
La cérémonie offrit aux spectateurs des spectacles variés : théâtre, chasses, « jeux à la grecque » et musique. Parmi les pièces représentées, Clytemnestre et le Cheval de Troie, prétexte pour exposer les richesses rapportées des guerres. La Clytemnestre est probablement celle d'Accius,, l'autre pièce est issue du répertoire de Livius Andronicus ou de Naevius,.
Les venationes de 55 durèrent cinq jours, et plusieurs centaines d'animaux sauvages furent tués. Selon Cicéron, deux chasses se déroulèrent chaque jour, avec des éléphants le dernier jour. Des animaux rares furent également exhibés dans les spectacles, au forum ou dans le quadriportique. Ces spectacles sanglants eurent lieu en partie au Circus Maximus, comme aussi des courses de chevaux. Les spectacles musicaux et concours de gymnastique obtinrent peu de succès auprès du public et du commanditaire.
Lors de l'inauguration, le théâtre n'aurait pas possédé de mur de scène, un mur bas n'étant mis en place qu'en 52, offrant la possibilité de voir depuis la Curie tout le complexe jusqu'au temple de Venus Victrix. Cette même année le temple est inauguré et de nouveaux spectacles sont donnés.

### Évolution jusqu'au Haut Moyen Âge

La Mort de César, 1804-1805, Vincenzo Camuccini, huile sur toile (112 x 195 cm) Galleria Nazionale d’Arte Moderna e Contamporanea, Rome

Le théâtre fut entretenu et resta en usage tout au long de l'Empire.
La Curie du portique de Pompée est le lieu de l'assassinat de Jules César le 15 mars 44,, selon la tradition aux pieds de la statue de Pompée, son adversaire politique. Le lieu frappé d'infâmie a peut-être été incendié par la foule lors des funérailles de la victime, ce qui expliquerait la restauration débutée en 32 av. J.-C, sous Octavien,, qui ferme la Curie et place la statue de Pompée sur la scène, devant la "porte royale", (comme la statue d'Auguste au théâtre antique d'Orange). Ce déplacement change radicalement le sens du complexe, puisque les statues de la divinité Venus Victrix et celle du triomphateur en cosmocrator ("maître du monde") ne se répondant plus aux deux extrémités du monument,.
Par la suite, la Curie de Pompée est transformée en latrines. Le théâtre prend son aspect définitif, avec l'élévation du mur de scène au niveau de la cavea, lors des travaux augustéens. Les travaux importants dès Octave-Auguste peuvent aussi être imposés par des problèmes structurels, et le restaurateur ne fait pas inscrire son nom.

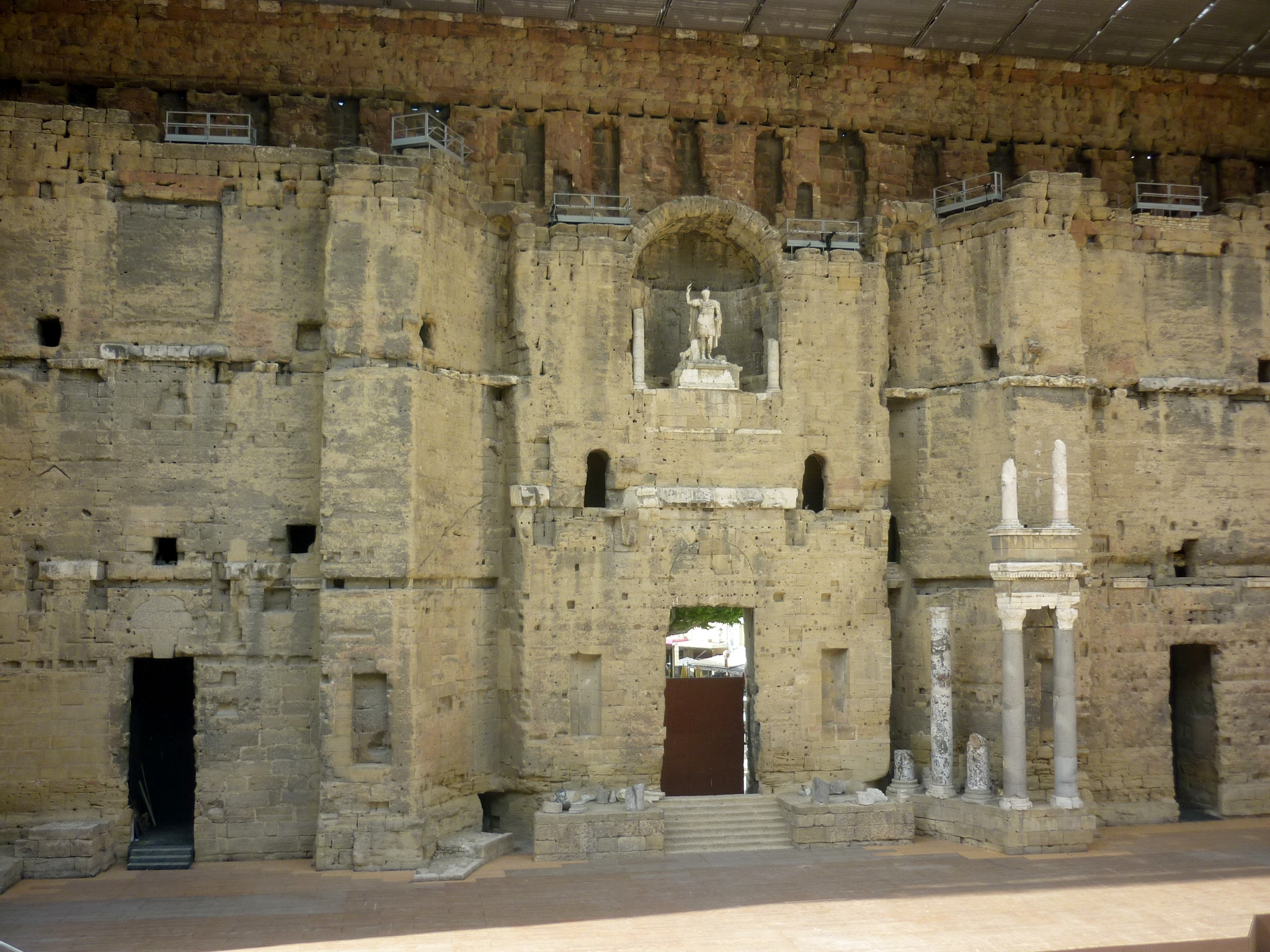
Le mur de scène du théâtre d'Orange avec la statue d'Auguste

L'édifice subit des dommages en 21 ap. J.-C. lors d'un incendie sous Tibère,,. La restauration est l'occasion d'ériger une statue à Séjan car son action comme préfet de la garde prétorienne aurait limité le sinistre. Tibère ordonne une réfection de la scène, achevée seulement sous Caligula selon Madeleine et sous Claude selon Coarelli. Selon Richardson, la dédicace seule a lieu sous Claude. Claude fait poser une inscription nommant les travaux réalisés sous Tibère sur la scène, et lui dédie un arc érigé à proximité du théâtre.
Des concours musicaux ont lieu dans le théâtre durant le règne de Néron, qui y accueille par deux fois des souverains étrangers, dont Tiridate,. À cette occasion, la scène fut peinte et le velum fut couvert d'une peinture représentant l'empereur sur un char, tel Hélios.
Des incendies ont lieu sous Claude, en 80, sous Philippe l'Arabe, notamment en 247, à l'occasion de la célébration du millénaire de Rome, ainsi qu'en 282. Domitien fait effectuer des réparations à la suite de l'incendie de 80 qui toucha un grand nombre d'édifices du Champ de Mars.
Sous les Sévères un procurator operis theatri pompeiani est connu, Quintus Acilius Fuscus,. Un « service d'entretien permanent » était peut-être présent dans l'édifice. Pour les jeux séculaires de 204, le théâtre de Pompée présente trois jours de pantomime.
L'incendie survenu sous le bref règne de Carin, en 282, semble causer des dommages à l'ouvrage, car Dioclétien et Maximien effectuent des réparations d'importance en 285, les deux parties du portique portant désormais en l'honneur de ces souverains les noms de Iovia et Herculea. Constance II visite l'édifice en 357 ap. J.-C.. Entre 395 et 402 Honorius et Arcadius réparent le théâtre dont une partie de la cavea s'est effondrée,.
L'édifice, considéré comme l'un des plus prestigieux de la Ville,, est encore cité et utilisé au Ve siècle. Il bénéficie de travaux jusqu'au Ve siècle par le roi ostrogoth Théodoric, dont un des chanceliers ne tarit pas d'éloges pour ses marbres, ses sculptures, ses fresques et ses grottes à pendentifs du plus bel effet. Quintus Aurelius Memmius Symmachus consolide l'ouvrage de 507 à 511, peut-être en particulier la cavea. L'édifice semble encore en bon état au VIIIe siècle car il est cité sur une liste de constructions antiques à visiter.

### Effacement de l'édifice
Au Moyen Âge, et contrairement à d'autres zones de la ville de Rome qui sont abandonnées, le Champ de Mars devient une zone très densément peuplée. La période fait du complexe monumental une inépuisable carrière de matériaux de construction, dont sont faites, entre autres, les maisons des Orsini sur la Piazza di Grotta Pinta et l'église de Santa Barbara dei Librai. La ville de Rome connaît au milieu du XVIe siècle son plus bas niveau de peuplement avec 45 000 habitants du fait des conflits, en particulier le sac de Rome de 1527 et de la peste, mais elle double à la fin du même siècle, ce qui occasionne des besoins importants en constructions.
L'arc de Tibère situé dans le portique de Pompée est cité au XIVe siècle.
Le temple de Vénus Victrix n'existe sans doute plus au début du XVe siècle. L'édifice est décrit en ruines au milieu du XVe siècle par Flavio Biondo, cependant l'auteur a peut-être confondu avec les restes de l'odéon de Domitien ou du théâtre de Balbus. L'emplacement du théâtre est occupé par des constructions privées de façon attestée en 1448. Des ruines importantes sont indiquées en 1510 et 1527 avec pour cette dernière une mention d'une maison qui pourrait être celle de Pompée.
Le lieu a peut-être servi de fortification, avant l'édification du palais Orsini. Cette utilisation défensive de ruines de monuments antiques est bien attestée, à Rome même il faut citer le Colisée ou le mausolée d'Auguste. Le théâtre a également pu servir de lieu d'habitations ou être dédié au commerce, du fait de l'importante densité de population de la zone à l'époque médiévale, avec le Vatican localisé de l'autre côté du Tibre.
Des rues ont été créées au travers du portique. Le remploi des matériaux est massif, soit les éléments sculptés telles les colonnes, soit par une destruction des marbres dans des fours à chaux. Sous Jules II — pape de 1503 à 1513 —, Bramante s'empare de 44 colonnes de granite rouge de l'Hecatostylum, portique bordant le complexe. Il ne faut pas négliger dans le processus de destruction de l'édifice d'éventuelles inondations ou des faiblesses structurelles de l'édifice ayant causé l'effondrement de la cavea.

## Redécouverte, études modernes et sources antiques

### Redécouverte

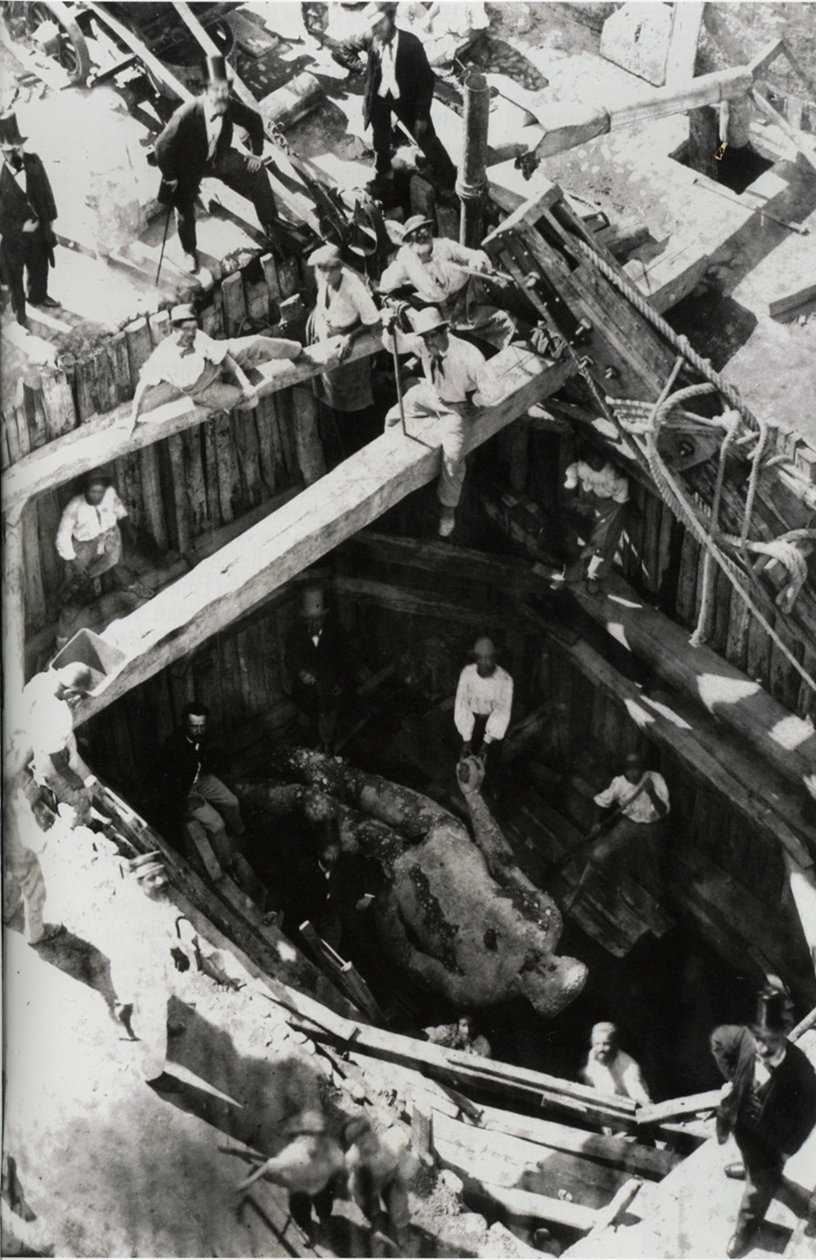
Redécouverte de la statue d'Hercule en 1864 sur une photographie ancienne

L'urbanisation a entièrement recouvert le site du complexe bâti par Pompée, cependant des recherches archéologiques ont eu lieu depuis le XIXe siècle. Des relevés archéologiques ont lieu en 1837, en 1840 puis en 1864. Baltard en 1837 effectue des relevés archéologiques sur l'espace du sanctuaire de Vénus Victrix. Entre 1860 et 1870 un gradin est dégagé par Gabet.
Des fouilles effectuées en 1958 sur via de Chiavari permettent de mettre au jour deux fragments de colonnes identifiés comme des éléments des deux premiers niveaux du mur de scène.

### Études modernes

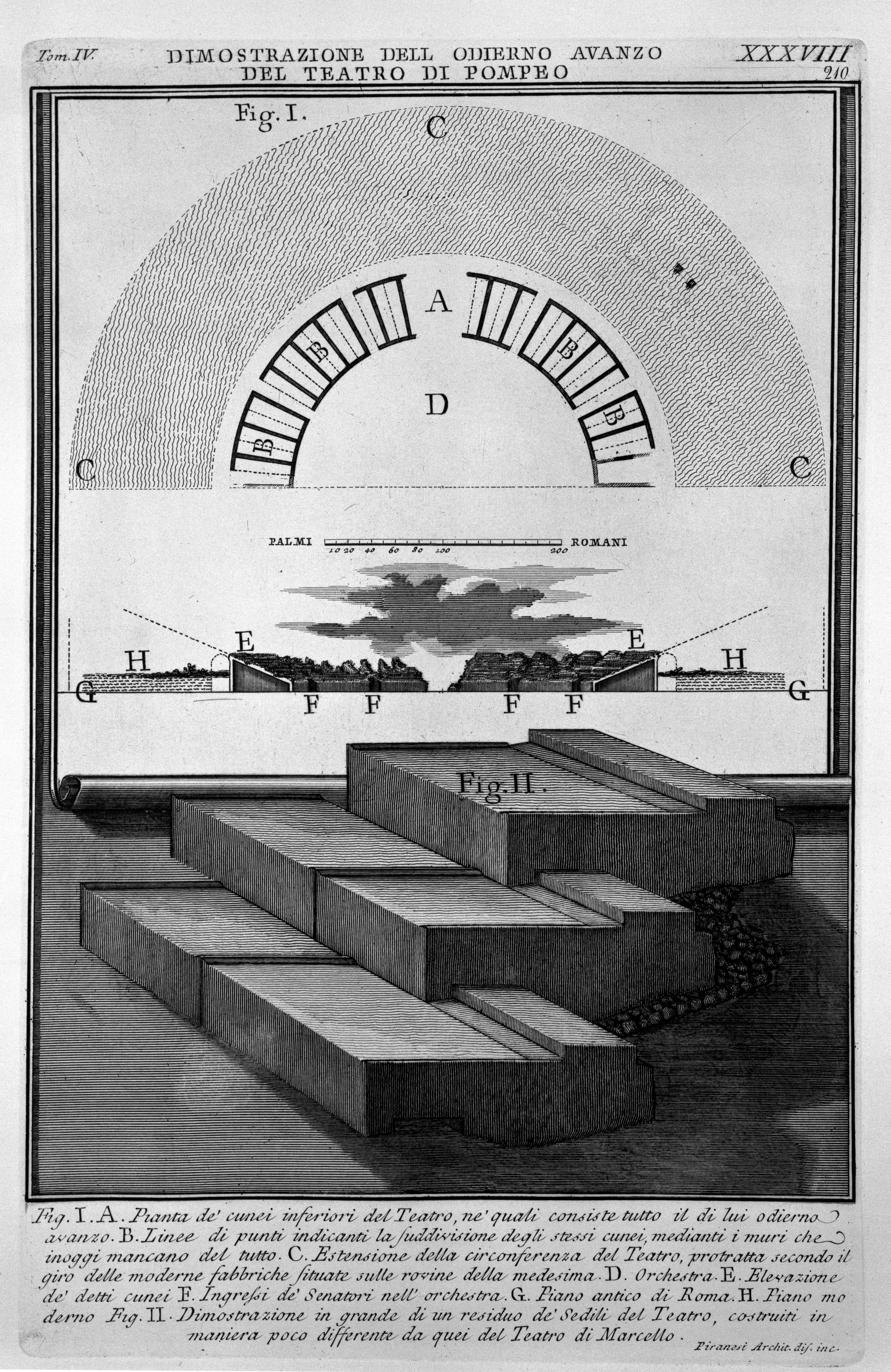
Eau-forte du Piranèse de 1756, étude des gradins

Selon Coarelli, le complexe pompéien, tout comme d'autres édifices majeurs de Rome comme le Colisée, a manqué jusqu'assez récemment d'une « étude complète et synthétique ».
Rodolfo Lanciani tente une restitution. Sophie Madeleine soutient à l'université de Caen en 2006 une thèse sur « Le complexe pompéien du Champ de Mars, une « ville dans la Ville » : reconstitution virtuelle d’un théâtre à arcades et à portique au IVe siècle p. C. ». Antonio Monterroso Checa publie en 2010 une monographie remarquée sur le sujet, « Theatrum Pompei. Forma y Arquitectura de la génesis del modelo teatral de Roma ».

### Sources antiques
Les sources archéologiques permettant de connaître le complexe sont maigres, et les sources textuelles peu prolixes sur le plan de l'édifice.
La Forma Urbis, plan de marbre du début du IIIe siècle érigé sur le Forum de la Paix, qui est conservé sur environ 10 % de sa surface, constitue une « source iconographique de première importance ».
Bigot, auteur du plan de Rome, a identifié un fragment de la Forma Urbis, dont les premiers éléments sont retrouvés au XVe siècle, comprenant l'angle sud-est du portique du complexe pompéien.
Onze éléments de la Forma Urbis représentant le complexe sont connus, dont huit sont conservés. Le plan d'ensemble du complexe pompéien est connu par le plan sévérien mais l'élément original représentant le théâtre stricto sensu est perdu et n'est connu que par un dessin sur codex. Cette source est tardive et peut ne pas refléter la configuration primitive car le complexe architectural voulu par Pompée a été à de nombreuses reprises restauré. L'élévation de l'édifice est méconnue même si certains éléments ont pu être utilisés en remploi dans des bâtiments proches comme le palais de la Chancellerie.
Les fragments de la Forma Urbis ne font pas l'objet d'un consensus en ce début du XXIe siècle, l'appartenance ou non de fragments au complexe induisant des interprétations différentes, comme c'est le cas pour la question de l'appendice considéré comme la plate-forme du temple de Vénus Victrix mais considéré par Monterroso Checa comme un escalier axial du fait de l'incapacité des éléments internes d'assurer la circulation des spectateurs.

## Description

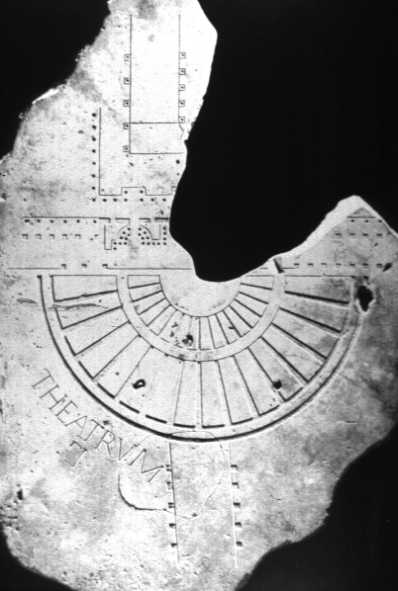
Théâtre et portique de Pompée, avec le temple de Vénus, sur la Forma Urbis.

### Le complexe de Pompée au Champ de Mars

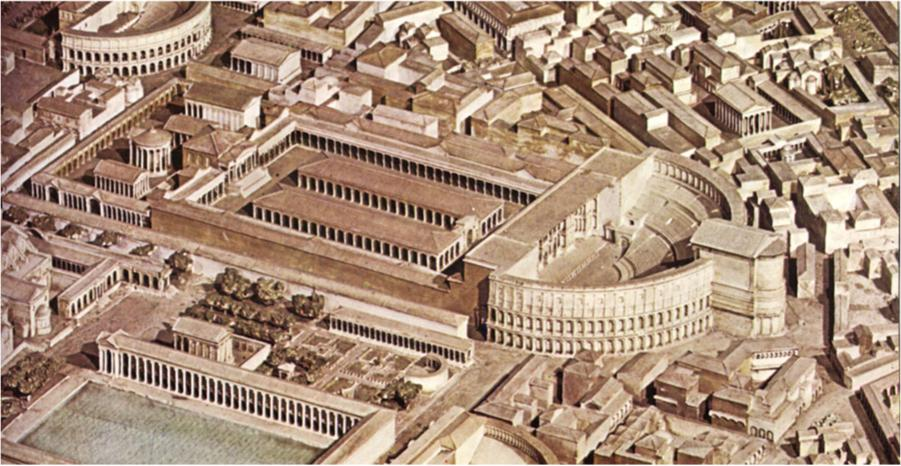
Maquette du Champ de Mars au musée de la Civilisation romaine : le théâtre de Pompée est à droite, prolongé par le portique de Pompée qui entoure la Curie de Pompée. La représentation du portique est erronée à la lumière des recherches actuelles qui placent en son centre des allées de platanes.

Le plan du complexe est connu par la Forma Urbis mais reste imprécis du fait de sa disparition à peu près complète et d'une connaissance basée sur les traces laissées dans le tissu urbain. Le complexe pompéien mesurait 320 × 150 m. La partie de la Forma Urbis comportant le complexe pompéien du Champ de Mars en « illustre l'agencement » et la planimétrie d'ensemble. Madeleine propose de placer la domus de Pompée à l'emplacement de l'odéon de Domitien. La maison de Pompée complétait le complexe, « comme une barque remorquée par un navire » selon Plutarque. Au sud du complexe on trouvait des boutiques.
Le complexe pompéien du Champ de Mars suit à peu près l'orientation de l'aire sacrée du Largo Argentina, bâtie entre le milieu du IIe et la moitié du Ier siècle av. J.-C. Il suit aussi les préconisations de Vitruve, à savoir un lieu salubre et non orienté au sud, une orientation à l'est convenant pour les villes et les habitations. Il utilise au maximum l'espace dont disposait le bâtisseur.
La construction du complexe est le point de départ d'autres projets de constructions sur le Champ de Mars qui devient par la suite « le quartier de la ville le plus monumental et cohérent ». Dans un espace alors peu urbanisé, le complexe pompéien constitue alors une « colline architecturée ».
L'édifice bénéficie du mode de construction des arcades en opus caementicium avec un revêtement de pierres, technique de construction déjà utilisée au tabularium. La technique était intéressante pour les bâtisseurs car réalisable par du personnel peu qualifié. Elle reprend celle utilisée en Italie centrale et en Campanie, même si l'échelle est inédite.

### Le théâtre

#### Description architecturale

Plan simplifié du théâtre de Pompée.

Le théâtre de Pompée est « une démonstration souveraine » d'un caractère essentiel des théâtres romains, le fait de l'édifier hors des espaces facilité par la configuration du terrain.
D'une capacité de 40 000 spectateurs selon Pline, mais plus vraisemblablement environ 20 000 places, ou 18 000 spectateurs selon Fleury, 17 580 selon les régionnaires, ou même 11 000 selon Richardson, le théâtre mesurait 150 mètres de diamètre selon une thèse répandue à partir du XIXe siècle revue à 165,60 mètres environ selon Monterroso Checa, pour une hauteur de 36 mètres. Les fouilles effectuées dans les années 2000 publiées en 2006 envisagent un diamètre de 158 m pour le théâtre et de 44 m pour l'orchestra. Madeleine considère que le diamètre du théâtre était de 532 pieds soit 157,31 m. Selon la même source, la largeur d'assise disponible pour chaque spectateur était de 2,5 pieds (environ 74 cm), et la pente des gradins suivait un angle de 28°. Madeleine pense que le théâtre possédait 61 rangs de gradins, tandis que Monterroso Checa estime pour sa part que l'édifice en comprenait 64.
Selon Madeleine, il n'y a pas d'escalier axial dans le théâtre de Pompée, alors que les édifices similaires de taille bien moindre en possédaient plusieurs. Elle considère que les spectateurs accédaient aux parties hautes par les arcades et que cet accès difficile a entraîné la création de deux balcons (maeniana) au lieu des trois habituels dans les grands édifices.
L'édifice dominait le Champ de Mars à 45 m, en effet le temple intégré au théâtre était aussi haut que la colline de l'Arx,. Le temple surplombait la plaine de 35 m selon Madeleine.

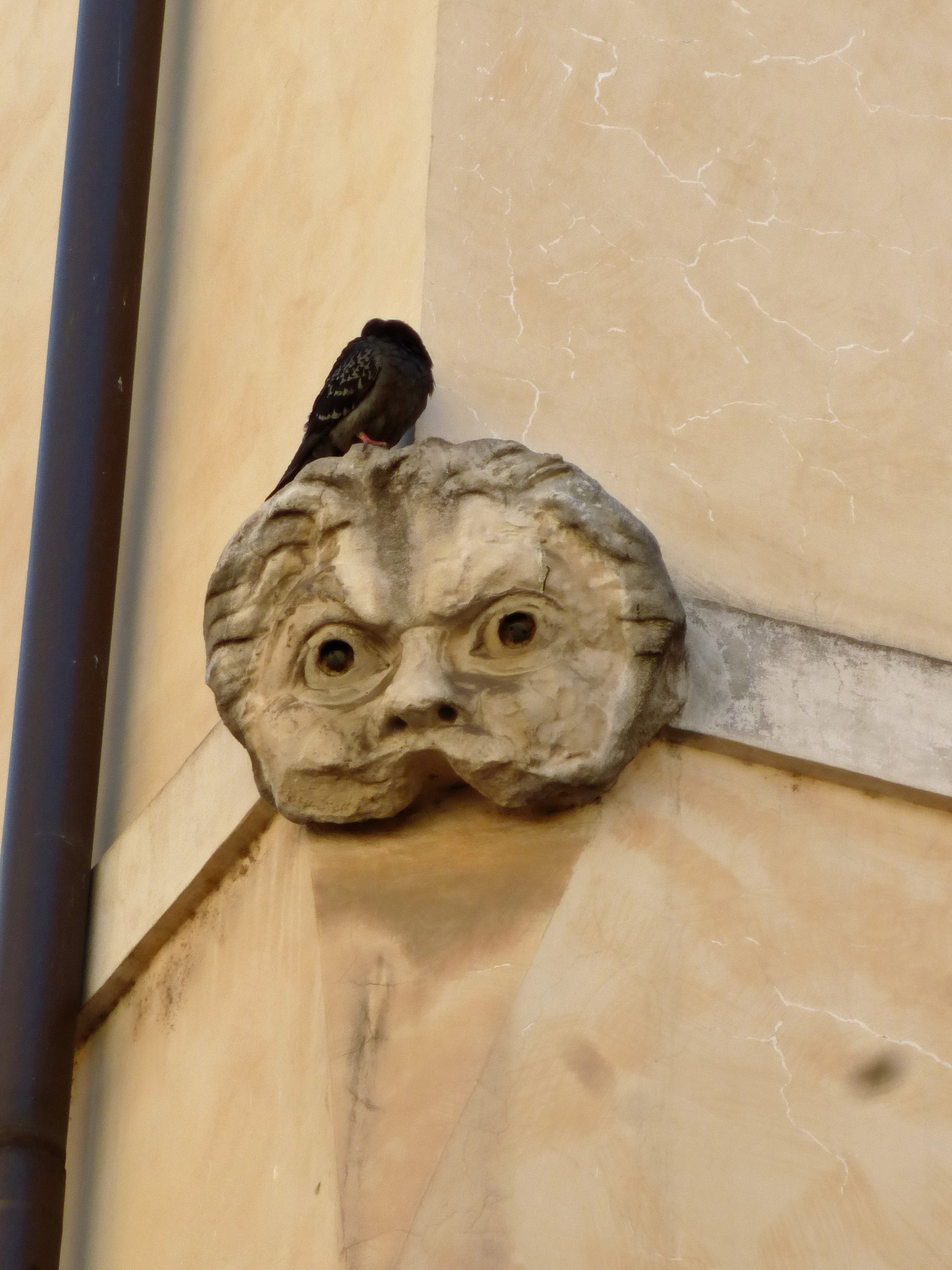
Masque de théâtre du théâtre de Pompée en remploi sur un mur d'angle de la piazza Pollarola.

La cavea haute de 36,13 m était complétée par un espace scénique fermé par un mur monumental richement décoré de plusieurs étages de colonnades, long d'environ 90 mètres, universellement repris, ainsi que le plan général, dans toutes les constructions de théâtres de la période impériale romaine. La scène, longue de 95 m selon Guerber et alii, possédait plusieurs niveaux. Trois gradins ont été retrouvés lors de fouilles, dont deux font 0,38 m de haut. Des mâts étaient situés en haut de la cavea pour soutenir le velum, 58 pour l'édifice selon Madeleine. La cavea se prolongeait au-delà de la scène par un quadriportique monumental de 180 × 135 m,.
La scène était en pierre dès l'origine vu le luxe déployé dans tout le complexe, mais possédait de nombreux éléments en bois qui furent souvent touchés par des incendies. Gros en 2009 évoque un bâtiment primitif ne possédant qu'un pulpitum et un mur de scène démontable et conçu en bois. Le frons scaenae, connu par la Forma Urbis avec une forme spécifique composée d'une niche centrale rectangulaire et deux niches latérales semi-circulaires, date peut-être des rénovations consécutives aux incendies du Ier siècle ap. J.-C. Deux fragments de colonnes attribués à cette partie de l'édifice sont conservés, l'un en marbre blanc et l'autre en granite gris. Le pulpitum mesurait 1,50 m de haut selon Madeleine et 20 m de large. Un toit couvrait la scène. La scène est refaite et transformée, quatre fois au moins jusqu'au IVe siècle, et dans cet état Madeleine évoque trois niveaux de colonnes même si l'édifice a pu avoir deux niveaux à l'origine. La colonnade avait une hauteur totale de 27,80 m, le premier niveau en granite gris, le second en marbre blanc et le troisième en granite rouge. Sur le mur de scène se trouvaient des statues, œuvres de Coponius, chargées de représenter les 14 nations orientales vaincues par Pompée.

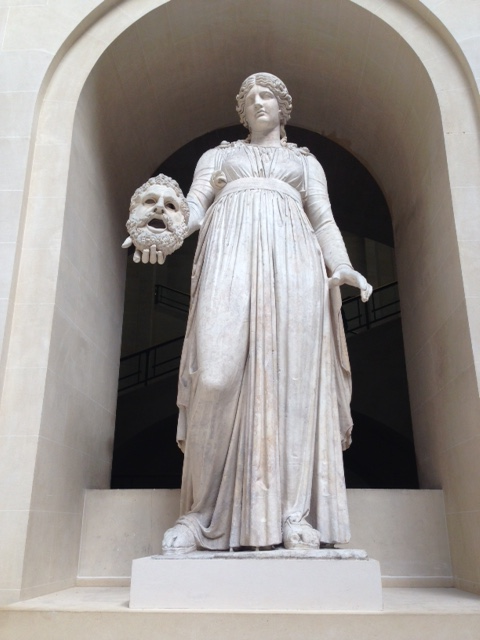
Statue monumentale de Melpomène provenant du théâtre. Paris, musée du Louvre

Les gradins étaient orientés vers l'est. L'orientation permet aux spectateurs du théâtre d'être protégés des grosses chaleurs des après-midi, protection accentuée par la présence d'un velum. L'orientation du théâtre de Pompée est optimale pour une prise mineure au vent pour les périodes habituelles des jeux romains, le printemps et l'été. En effet, pendant ces saisons, les vents soufflent de l'ouest à Rome. Les vents soufflant de l'est étaient arrêtés par le frons scænæ. L'orientation adoptée est « réfléchie et pertinente : elle allie les avantages d'un bon éclairage à la possibilité de déployer un velum », dont la prise au vent était optimale durant la saison des jeux.
La façade de travertin avait des arcades ouvertes. Les différents niveaux présentaient peut-être des ordres architecturaux superposés, comme au Colisée et aussi au théâtre de Marcellus. Les décors intérieurs étaient de marbre ou de stuc, complétés de nombreuses œuvres d'art dont quelques-unes ont été retrouvées au fur et à mesure des découvertes.

#### Systèmes mécaniques utilisés au théâtre de Pompée

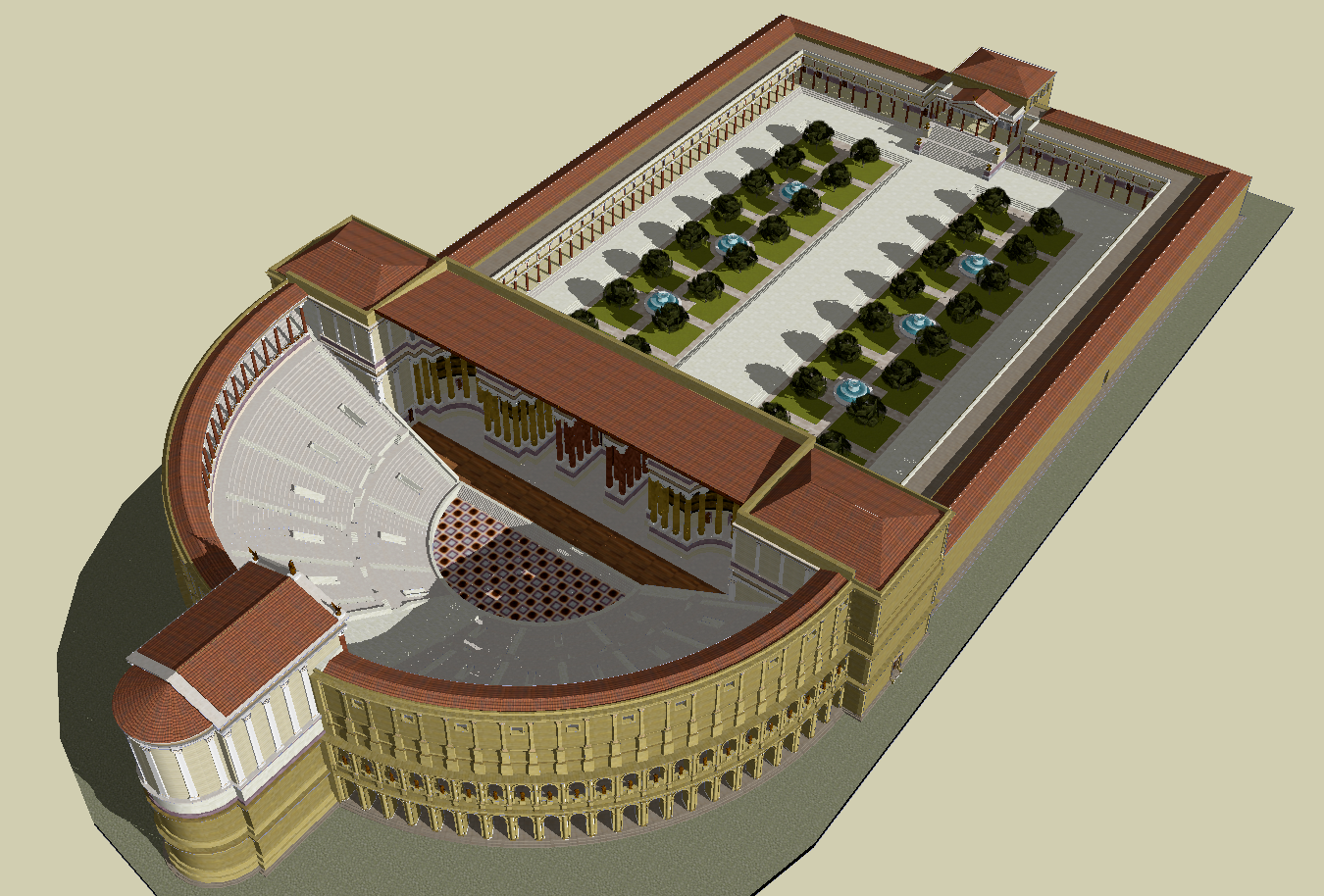
Représentation du théâtre et du portique de Pompée sur une restitution numérique

Sophie Madeleine a consacré une partie de sa thèse à l'étude des systèmes mécaniques présents dans l'édifice, le rideau de scène, le système d'aspersion d'eau parfumée (sparsiones) et le système de protection contre les rayons du soleil (velum). L'intégration de cette problématique est inédite.
Le rideau de scène du théâtre de Pompée n'est pas évoqué mais son existence très probable. Il était déployé du bas vers le haut. La proposition de restitution évoque plusieurs bandes de tissu placées sur des cylindres ainsi qu'un système de contre-poids. Le système a été étudié au théâtre antique de Lyon, et la restitution virtuelle a permis de mettre en évidence l'efficacité du système, sauf pour les spectateurs placés sur les côtés de la cavea dans l'hypothèse d'une hauteur de rideau semblable à Rome et à Lyon.
Les sparsiones destinées à rafraichir se faisaient soit vers les spectateurs soit vers la scène. Le système était considéré initialement comme alimenté par des canaux, ce qui pose le problème de l'alimentation car aucun aqueduc n'existait dans la zone à l'époque de Pompée. L'eau selon Madeleine coulait de l'est vers l'ouest du portique en provenance de canaux issus du Tibre. L'eau vaporisée était parfumée parfois au safran, usage qui existait avant le théâtre de Pompée, apportant au spectacle un effet visuel et olfactif. Les coloris des brumisations pouvaient être divers et certaines étaient incolores, telles celles destinées aux spectateurs. Le système, outre son coût, était une « prouesse technique ». L'eau était élevée à l'aide d'une pompe à pistons à air comprimé qui permettait une brumisation continue selon les travaux menés par Philippe Fleury.

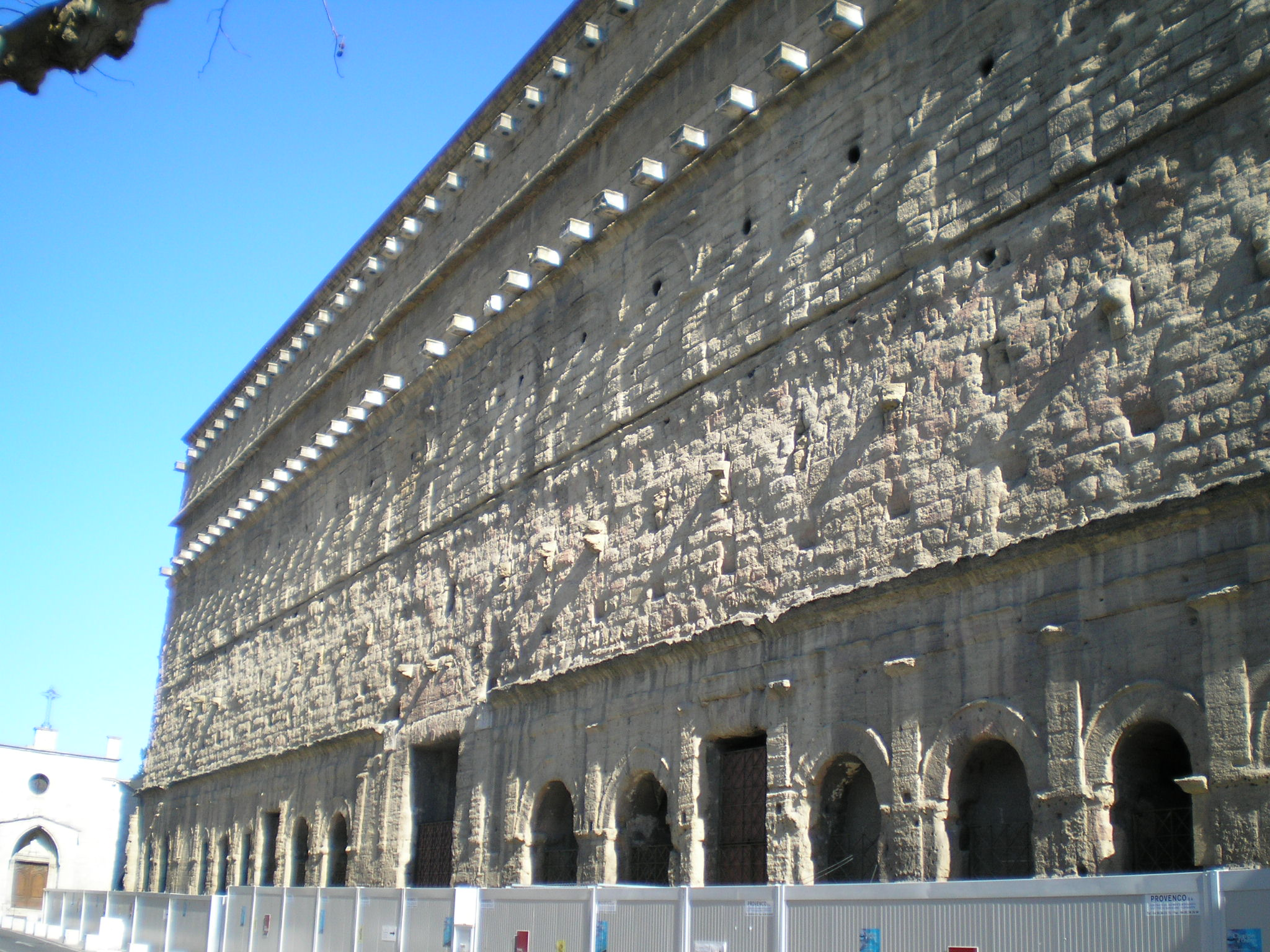
Les consoles de soutien des mâts destinés au velum au théâtre d'Orange

Le velum était un système coûteux et non systématique. Il est attesté au théâtre de Pompée par des textes de Martial, Dion Cassius et peut-être d'Ovide. Des mâts supportaient la toile qui était sans doute en lin, tissu noble, résistant, coûteux et de forme rectangulaire. Madeleine a testé de manière virtuelle deux modes de restitution, l'un avec un système à vergues l'autre avec un système à cordes. Pour le système à vergues, les toiles auraient été pourvues d'anneaux de bronze et les mâts d'épicéa pouvaient mesurer 30 m. La restitution a été effectuée avec Autodesk 3ds Max pour permettre une étude à différentes heures et jours, et aboutit à un rejet de cette solution vu l'inefficacité globale de la protection offerte par ce système. Le système de fixation du velum a pu être assuré par des cordes et un demi-anneau de cordes centrales qui laissait passer le soleil. Le déploiement du velum était spectaculaire, en une minute seulement et replié en deux minutes environ. La manœuvre était assurée par des hommes installés dans un chemin de ronde en bois au-dessus du toit du portique. Les restitutions virtuelles permettent de relever que le système à cordes est beaucoup plus efficace pour protéger les spectateurs du Soleil qu'avec le système à vergues. En cas de vent du sud, le velum était replié afin d'éviter d'endommager le système. Selon Sophie Madeleine, « la prouesse technologique faisait peut-être aussi partie de la magie du spectacle ».

### Espaces cultuels

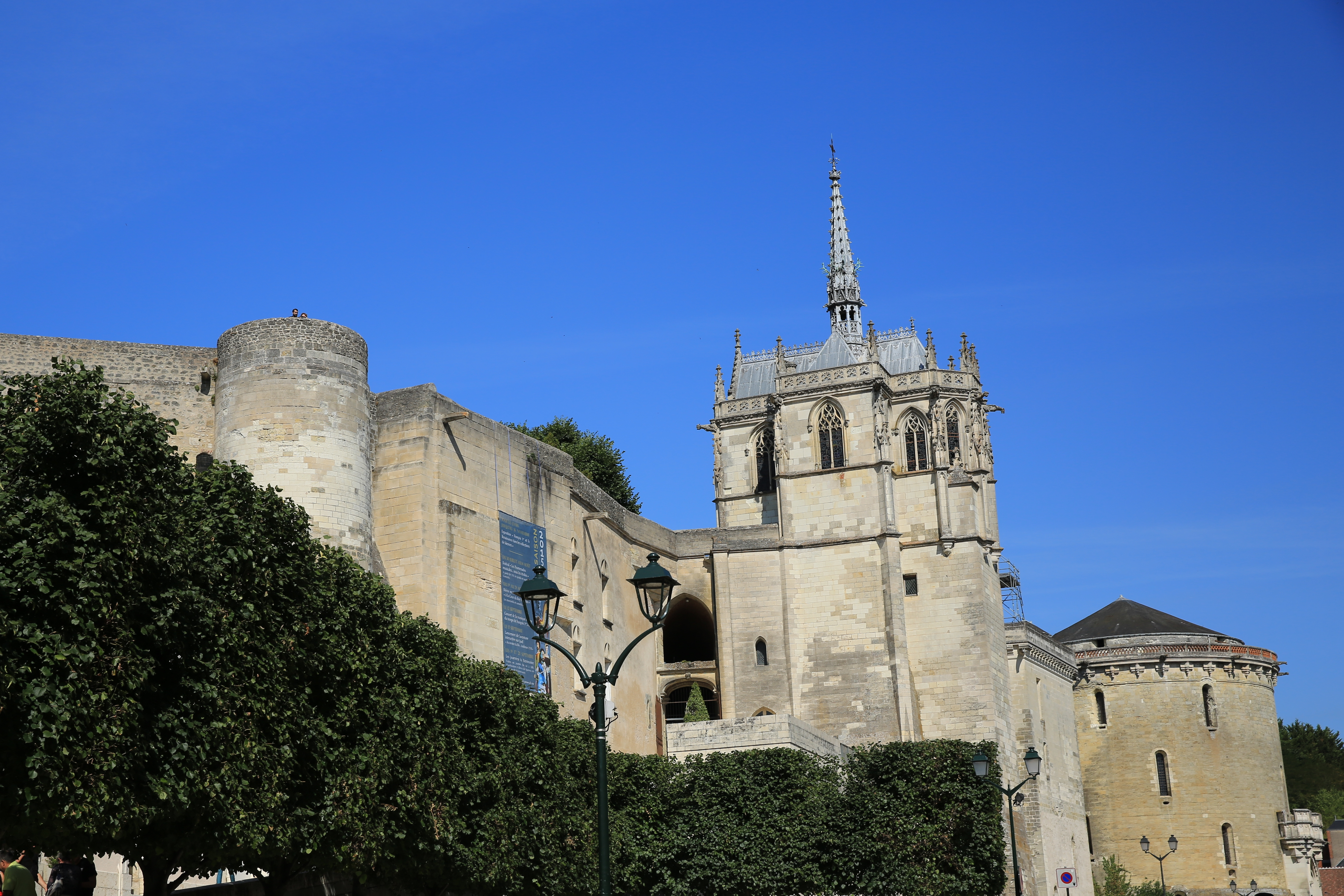
La chapelle Saint-Hubert du Château d'Amboise avec un renfort placé sur le rempart semble conforter la faisabilité de la thèse d'un temple en saillie

Traditionnellement il y avait des représentations théâtrales sur le Palatin, devant le temple de Cybèle ou dans la zone du Circus Flaminius, près du temple d'Apollon. Selon Tertullien, « cet ouvrage condamné et condamnable, il [Pompée] le couvrit ainsi du titre de temple et il se servit de la superstition pour bafouer la morale ». L'écrivain chrétien est un polémiste et se sert de l'exemple du théâtre de Pompée pour lutter à la fois contre le paganisme et contre la supposée absence de moralité de Pompée. La présence de temples plaide en faveur d'une influence hellénistique pour la construction du complexe. Outre le sanctuaire dédié à Vénus Victrix, dont la localisation est encore l'objet de débats et de thèses opposées, quatre autres sanctuaires étaient présents, dédiés à la Vertu, à l'Honneur, à la Félicité et à la Victoire.

#### Temple de Venus Victrix
La localisation du temple de Vénus n'est pas assurée et plusieurs spécialistes sont en désaccord. L'abside visible sur le plan de la Forma Urbis est considérée de manière traditionnelle comme la localisation du temple mais cette interprétation n'est pas acceptée par tous, certains plaçant le sanctuaire à un autre endroit quoique toujours in summa cavea.
Selon Madeleine, le temple en saillie permettait de présenter les gradins comme un escalier d'accès au temple. La cavea était pourvue d'un renfort pour supporter la structure du temple. Une structure haute soutenait le podium du temple en saillie du théâtre, disposition repérée par les archéologues à Cherchell dans l'axe du théâtre.
Dans cette interprétation, le sanctuaire, pourvu d'une abside, était monumental et pourvu de fondations puissantes. La forme de l'édifice est comparable à un temple bâti par César à Vénus Genitrix sur son forum et cette similitude a pu être expliquée par un contexte de rivalité politique entre les deux commanditaires. Le temple de Vénus Victrix aurait mesuré environ 26 m de long pour environ 17 m de large, avec une hauteur estimée à 13 m par Madeleine. Le temple aurait placé la hauteur totale de l'édifice pompéien à 39 m. L'édifice dominait le Champ de Mars de 45 m selon Sauron.
Monterroso Checa pour sa part considère que le temple ne dépassait pas de la cavea et que la structure en arrière de cette dernière est un escalier « à plusieurs volées, rejoignant, depuis l'extérieur du théâtre, les gradins les plus élevés », tout comme Gros. Pour ce dernier la hauteur du podium, d'environ 35 m, ne peut être compatible avec la largeur des murs de soutènement et il adhère à la thèse de Monterroso Checa. Selon le même auteur, le temple était un « temple à cella barlongue avec le sanctuaire de Vénus au centre et les autres chapelles dans les ailes ».
Le temple possédait une statue cultuelle de Vénus Victrix à laquelle répondait une autre statue située 200 m à l'est au sein de la Curie de Pompée et représentant le commanditaire.

#### Vertus

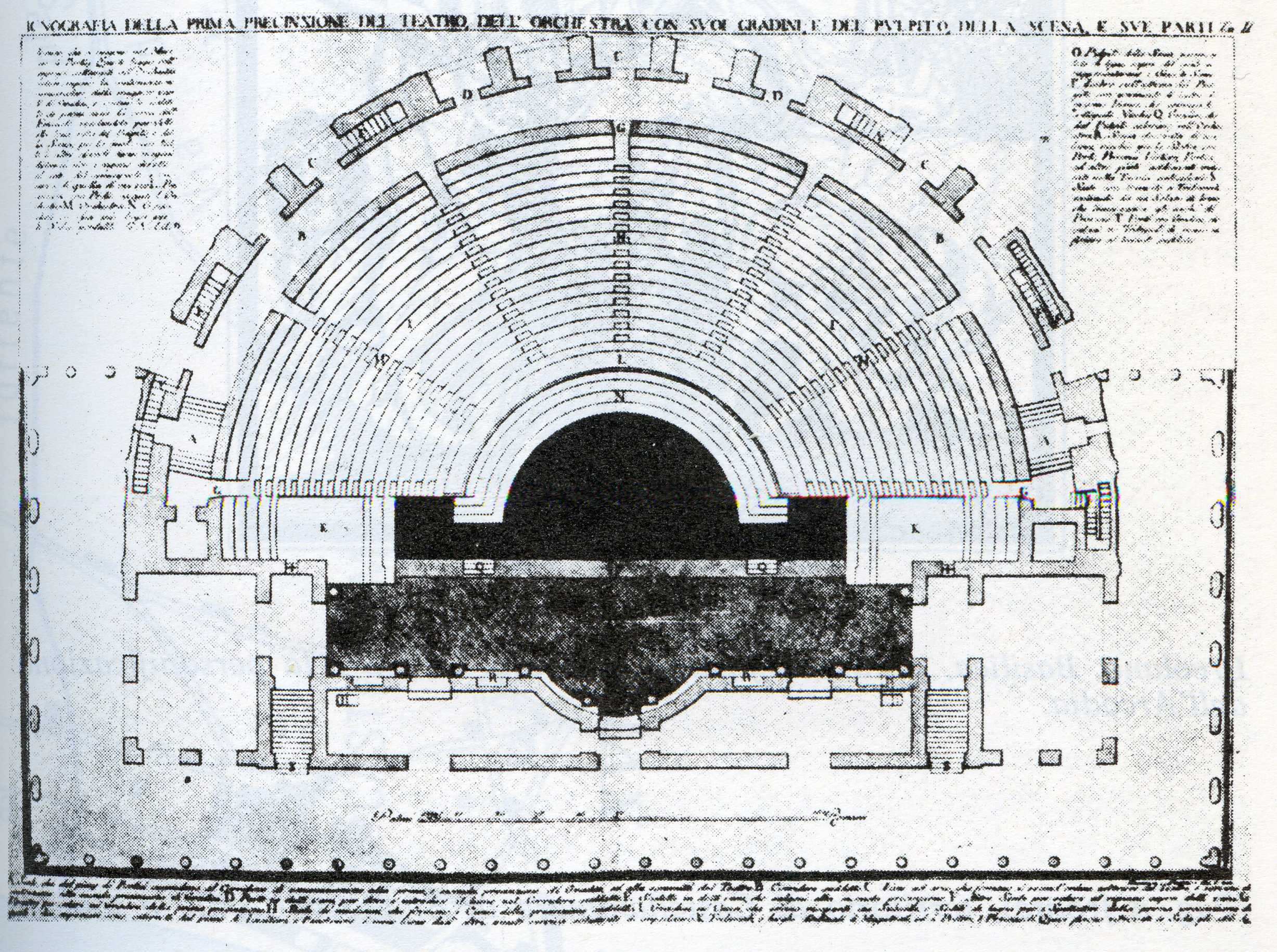
Plan du théâtre d'Herculanum dressé par Giovanni Battista Piranesi au XVIII

Plusieurs sanctuaires existaient selon Suétone qui évoque des superiores aedes. Madeleine considère que le sanctuaire central était dédié à Vénus Victrix et deux autres structures aux extrémités de la cavea, comme au théâtre d'Herculanum. Les deux structures se seraient placées sur le portique supérieur large de 7 m et auraient été modestes car les sources les évoquent peu.
Selon Madeleine le temple de Venus Victrix était complété par deux éléments consacrés l'un à Honos et Virtus et l'autre à Felicitas et Victoria, tout comme Coarelli. Cette organisation architecturale est peut-être calquée sur un temple accompagné de deux éléments construit à l'emplacement du tabularium par Sylla, mentor de Pompée. Monterroso Checa considère que les personnifications des vertus sont honorées dans des absides.
Honos et Virtus sont les « qualités du général romain », liant succès politique et valeur au combat, sans lien avec une noblesse de naissance. Marius appréciait ce couple de divinités. Felicitas est la chance qui est un don des divinités et était appréciée par Sylla. La tétralogie serait complétée par Victoria, la victoire,, « conséquence de la Felicitas ». Pompée se présente comme héritier de Marius et Sylla, tout en prenant distance avec le second, il place au-dessus Vénus Victrix, « garante de la victoire et de la domination universelle ».

### Le portique et la Curie de Pompée
Le théâtre était complété par un quadriportique et une curie dans l'axe du temple. Contrairement aux portiques ayant été érigés précédemment, le portique de Pompée n'est pas isolé mais un élément d'un ensemble hiérarchisé à finalité idéologique.

#### Description

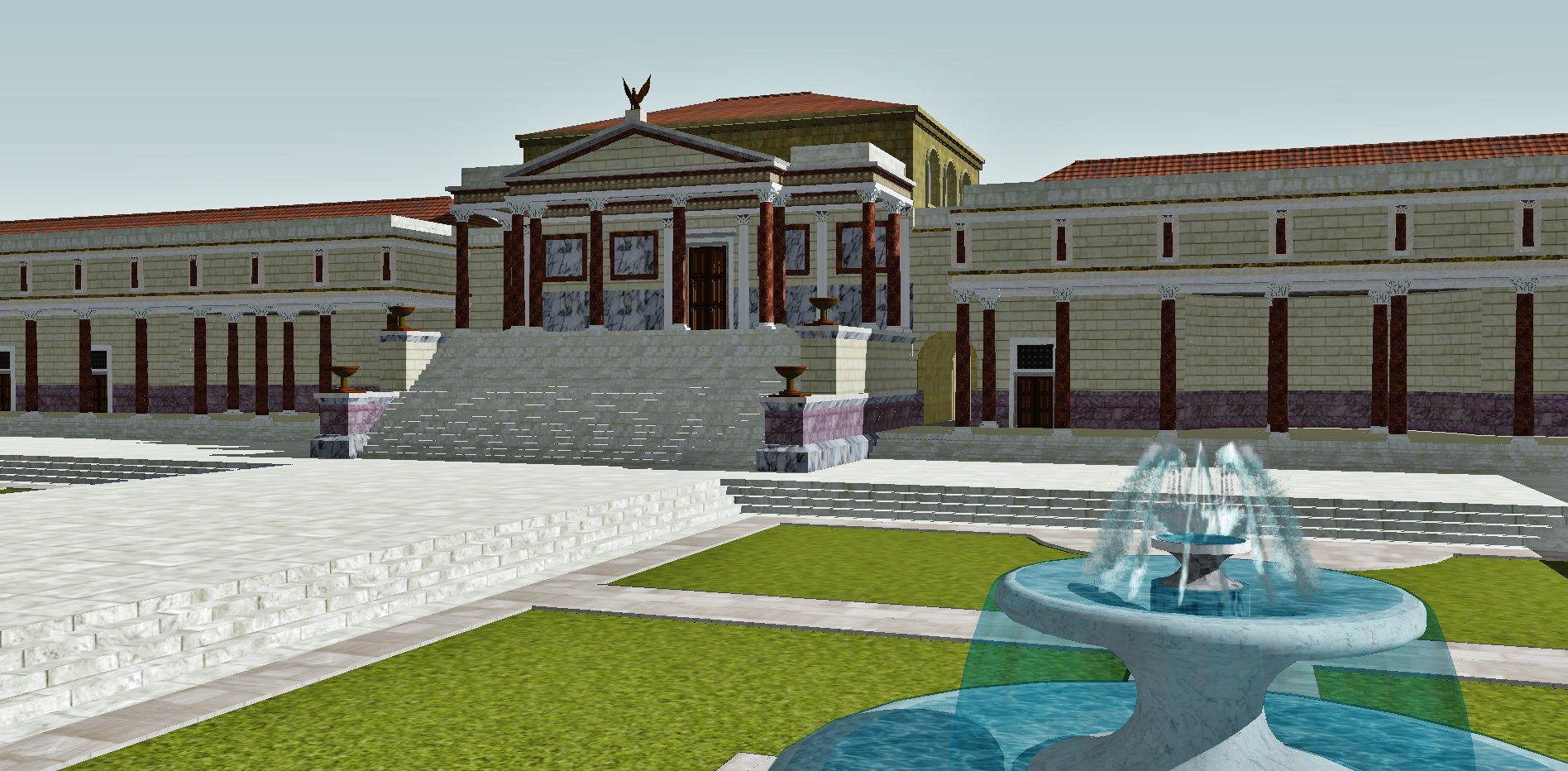
Restitution par ordinateur de la Curie de Pompée.

Le portique aux colonnes de granite rouge (portique de Pompée) s'étendait du mur de scène jusqu'à l'aire sacrée du Largo di Torre Argentina (ou Largo Argentina). L'espace enserré faisait 180 × 135 m et sa surface était trois fois supérieure à la superficie du Forum romain de l'époque républicaine. Les portiques possédaient deux nefs, une zone centrale était couverte et deux zones étaient des jardins. Madeleine évoque un portique à une seule nef. Quatre entrées permettaient d'accéder au portique, deux à l'est et deux à l'ouest, toutes symétriques mais pas centrées. Les entrées permettaient d'accéder au portique couvert ou aux boutiques pour deux d'entre elles. L'élévation du portique n'est pas connue mais un long texte de Vitruve sur les portiques liés aux théâtres permet de proposer une restitution,. La largeur de l'édifice est égale à la hauteur de la colonnade soit 9,50 m. Les colonnes étaient d'ordre ionique ou corinthien et sans doute corinthien au IVe siècle. Des fûts de granite rouge appartenant au portique ont été découverts au XIXe siècle : les bases et les chapiteaux étaient en marbre blanc.
Selon Madeleine, au sud du portique se trouvaient des tabernæ dont, d'après Appien, les marchandises furent pillées lors de l'assassinat de Jules César. Ces boutiques permettaient aux spectateurs de procéder à des achats divers. Cette thèse n'est pas partagée par Monterroso Checa.

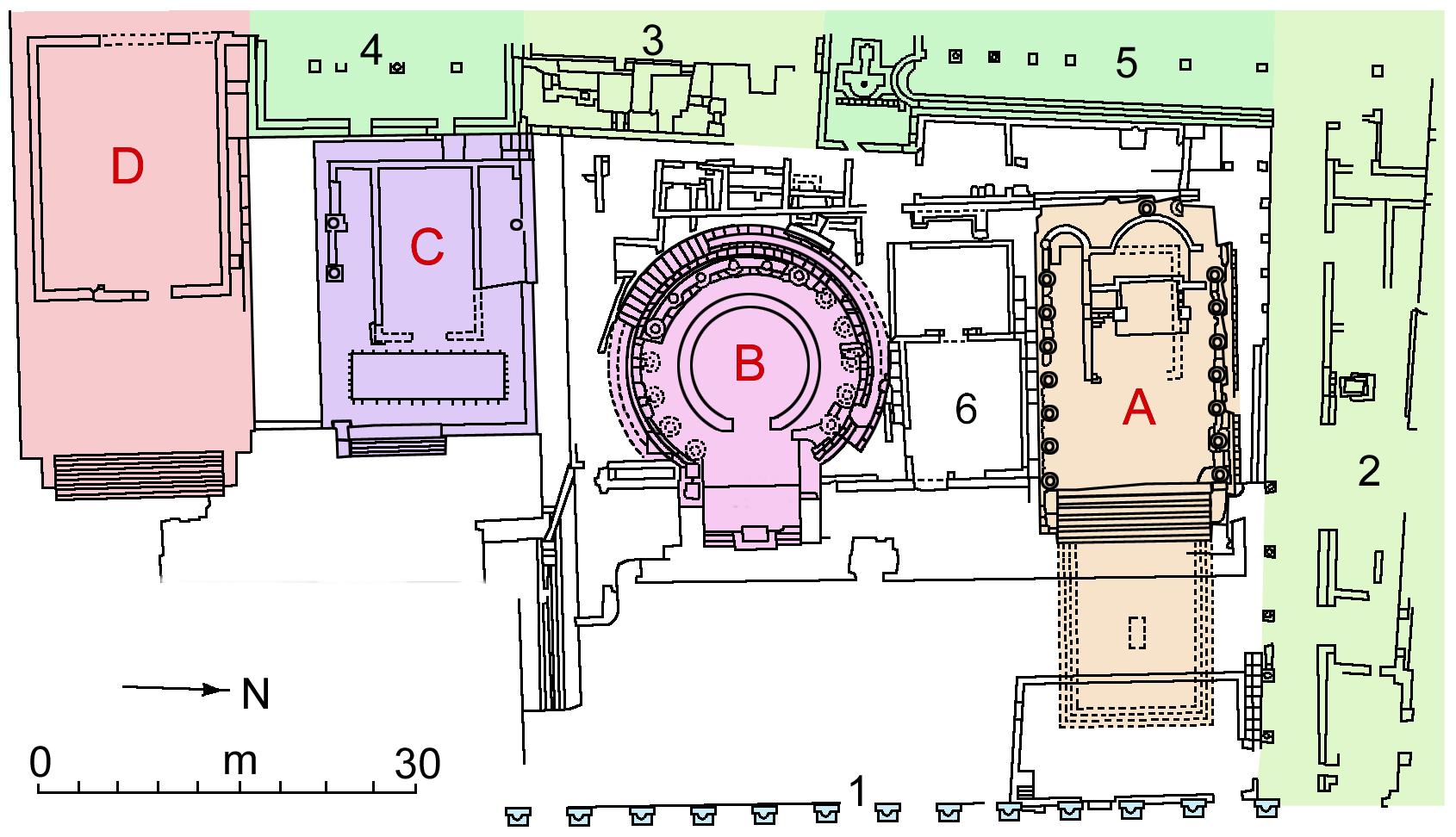
Plan de l'aire sacrée du Largo Argentina. En rouge, les temples A, B, C, D ; 1. Porticus Minucia ; 2. Hecatostylum ; 3. Soubassement de la Curie de Pompée jouxtant l'aire sacrée ; 4. et 5. Latrines de l'époque impériale ; 6. Bureaux et dépôts de l'époque impériale.

À la façade nord du portique de Pompée s'adossait un portique appelé Hecatostylum ou portique des cent colonnes ou portique des Lentuli dont subsistent des vestiges près du temple A de l'area sacra du Largo Argentina. L'édifice est à peu près contemporain ou un peu plus récent que le portique de Pompée, le débat étant difficile à trancher vu l'état du dossier.
Au milieu du portique, derrière le temple circulaire de l'area sacra du Largo Argentina, se dressait la Curie de Pompée, grande exèdre rectangulaire où se tenaient les séances du Sénat lorsque des jeux avaient lieu au théâtre selon Appien. L'emplacement de la Curie présentait un caractère sacré car choisi après consultation des augures et comportant devant son entrée un autel destiné aux sacrifices,. La Curie était séparée du portique soit par une grille, soit par une palissade, clôture du pronaos selon Madeleine. En dépit de ce caractère sacré, César y fut poignardé aux ides de mars 44 av. J.-C., au pied même de la statue monumentale de son ancien adversaire,. La statue, découverte au XVIe siècle, est aujourd'hui exposée au palais Spada. L'évènement des ides de Mars a connu une large évocation par les sources antiques mais surtout anecdotiques et non descriptives d'un bâtiment qui a radicalement changé du fait de cet épisode. Auguste, en 32 av. J.-C., fit murer la Curie comme locus sceleratus, mais il restaura le théâtre et fit réériger la statue de Pompée sur la scène même. La fonction civique souhaitée par Pompée fut définitivement perdue. Le soubassement en tuf de l'exèdre a été retrouvé lors des fouilles du Largo Argentina à l'arrière du temple B. L'élément devait mesurer 24 × 21 m et était surélevé de 4 m par rapport au portique. Gilles Sauron donne pour l'édifice 25 × 15 m donc une superficie supérieure à 400 m2. Ce positionnement en hauteur, parallèle au temple de Vénus Victrix, souligne le côté sacré de cette partie du complexe pompéien et son unité jusqu'à la mort de César. L'espace est transformé en latrines selon les sources anciennes. La Curie aurait été remplacée par des latrines selon l'interprétation de certains fragments de la Forma Urbis d'époque sévérienne et rasée. Une exèdre aurait fermé alors le côté est du portique. L'espace fouillé au Largo Argentina fait apparaître des vestiges de ces latrines (nos 4 et 5 du plan), dont la première est datable du règne de Domitien.

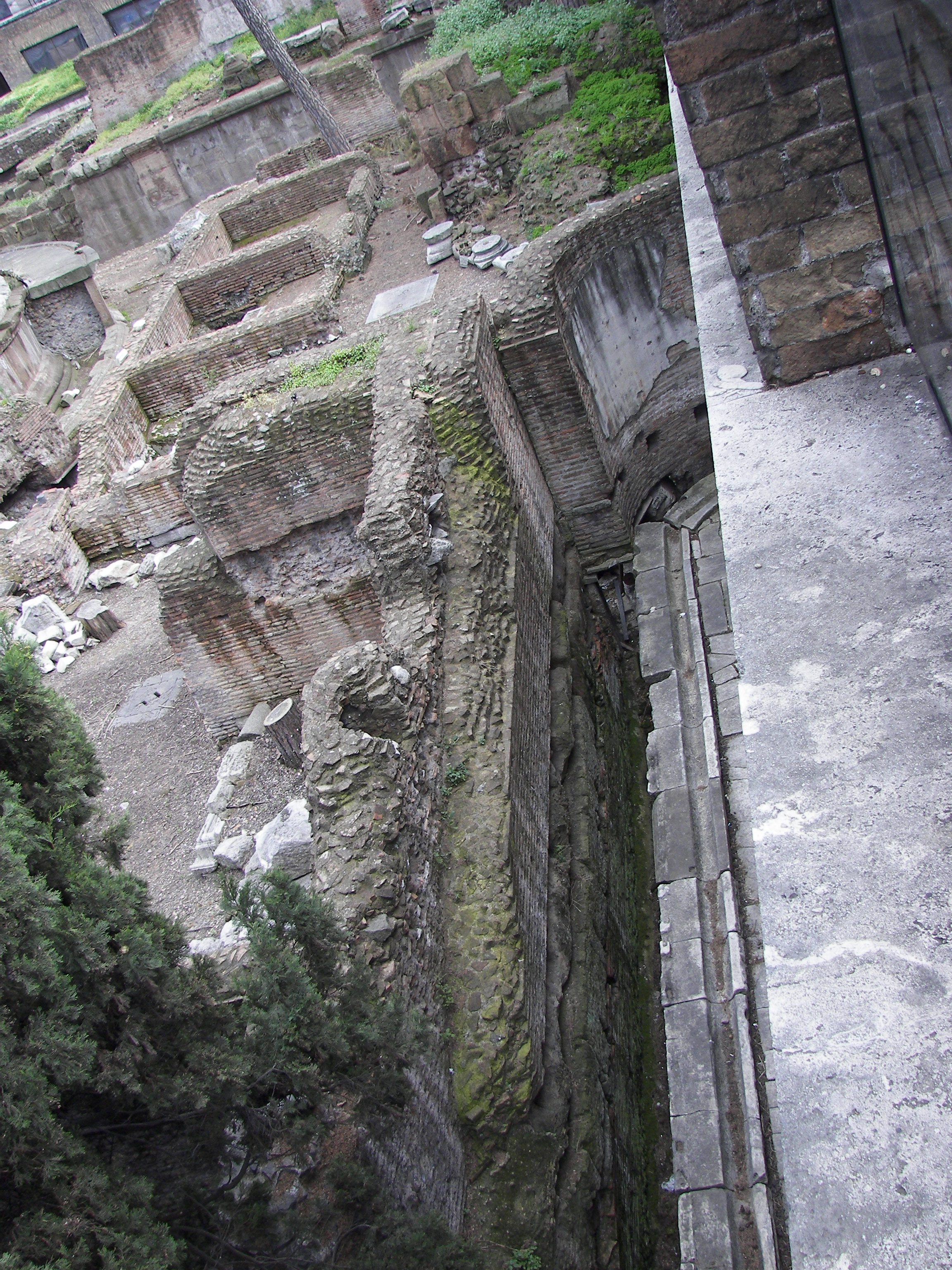
Canaux des latrines du Largo Argentina.

Au centre du portique se trouvaient deux rectangles de 100 × 23 m et au milieu un espace large de 12 m. Cet espace était un jardin, au centre du portique, orné de fontaines dont des vestiges ont été retrouvés sous le Teatro Argentina lors de sondages archéologiques. Le jardin possédait des alignements de platanes et des fontaines. Les fontaines étaient distantes de 4 m seulement les unes des autres sur le plan de marbre sévérien et ont peut-être été décrites par Properce,. Les rectangles sont un double bois de platanes taillés. Ce jardin fut selon Golvin le « premier jardin public » de Rome et « un véritable musée ». Les fontaines étaient ornées de statues et alimentées par les eaux de l'aqueduc de l'Aqua Virgo et une dérivation du Tibre à l'origine. Ces fontaines ne sont pas acceptées par tous les chercheurs. Il y avait deux sols différents, un en terre à côté du bois de platanes et un autre dallé dans les allées, séparés par une marche de 0,25 m. Dans la situation initiale une seule fontaine alimentait les canaux du portique et l'eau était évacuée à l'ouest par une bonde.
À l'ouest des fontaines se situait un arc dédié à Tibère, érigé sur l'ordre de Claude. Madeleine propose pour cet arc, dont il ne reste rien, une taille d'environ 24 × 10 m.

#### Usages du lieu

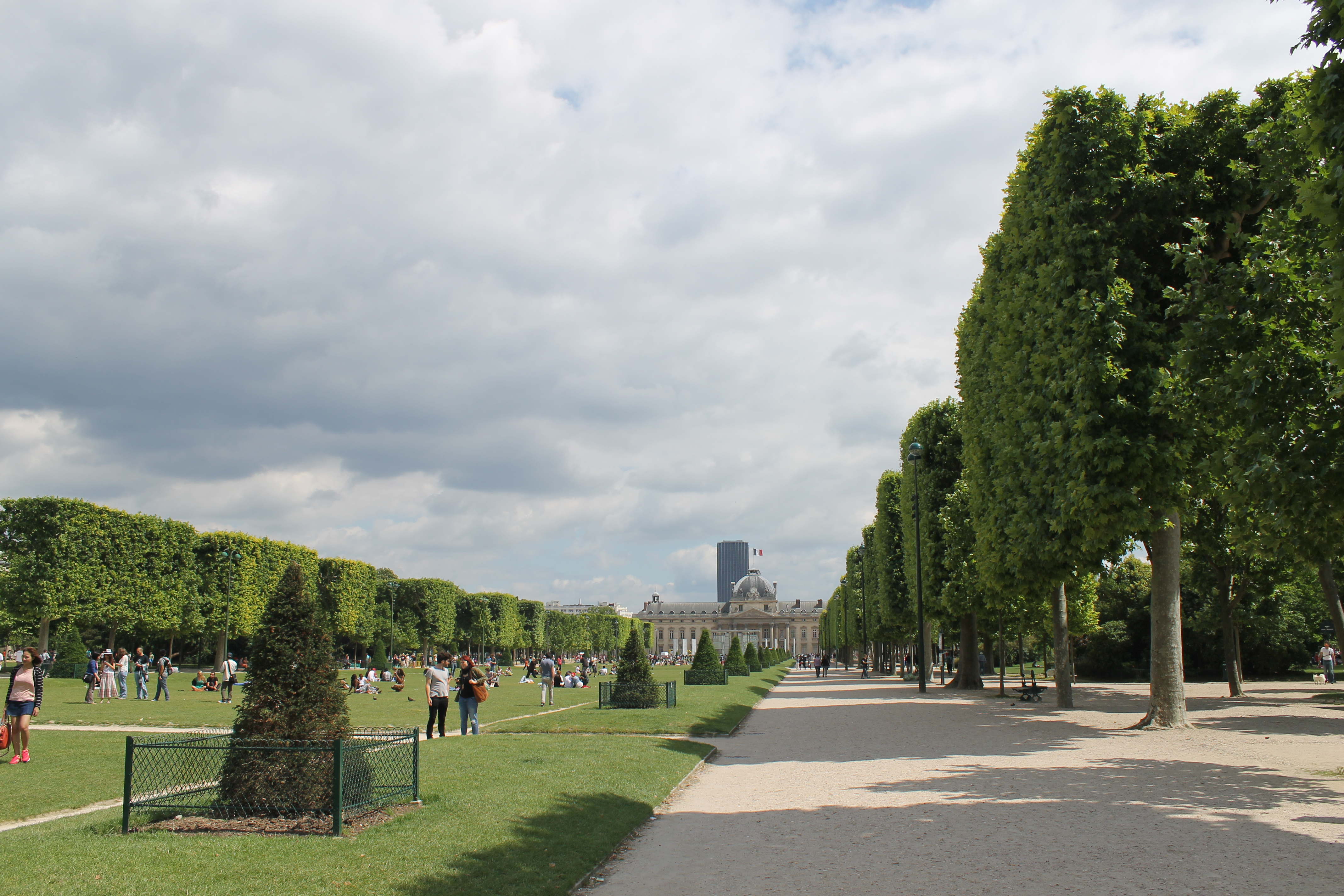
Champ de Mars à Paris avec deux alignements de platanes comme au portique de Pompée

Le portique a eu des usages très diversifiés. Il servait parfois pour l'activité judiciaire. Il est considéré en 55 av. J.-C. comme un lieu de promenade pour les habitants de Rome privés d'espaces verts car ceux-ci constituaient jusqu'alors un luxe inaccessible aux communs des mortels. Il servait également pour déposer les accessoires et décors nécessités par les spectacles et abriter les spectateurs du théâtre en cas de pluie. Le lieu abritait des gladiateurs au moment de l'assassinat de César, servant d'abri dans les jours précédant les combats de gladiature. C'était aussi un lieu de commerce. L'espace était également beaucoup utilisé comme lieu de séduction, de rencontres amoureuses, voire de relations tarifées. La réputation du lieu comme simple lieu de promenade a pu pâtir d'une médiocre réputation.

#### Musée

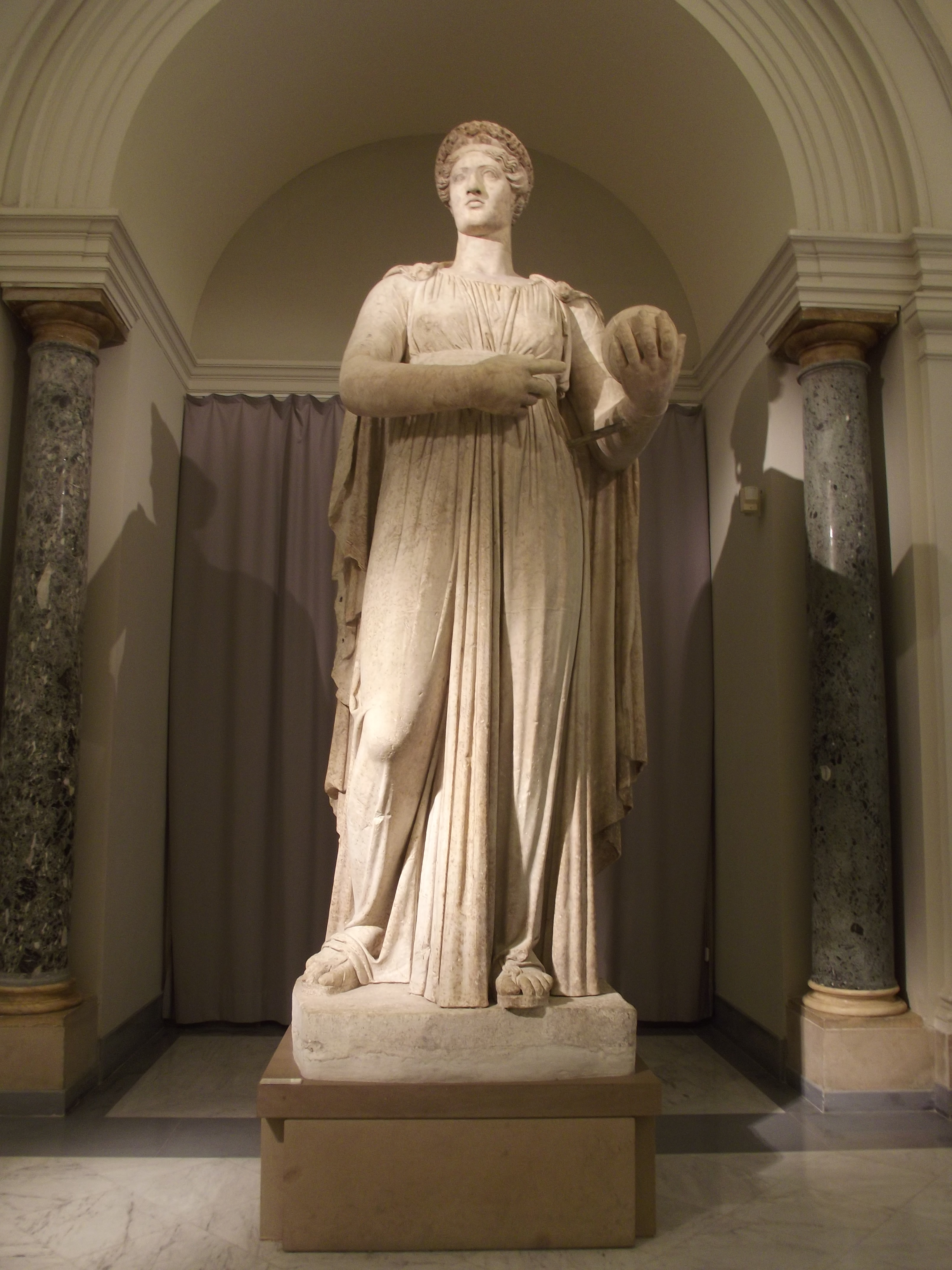
Statue dite anciennement Uranie mais muse Érato. Collection Farnèse, Musée archéologique national de Naples

De nombreuses œuvres d'art décoraient les espaces tant les portiques que les jardins. Le portique était orné de statues grecques. Les œuvres présentées dans le complexe obéissaient à un programme iconographique précis et cohérent. Le portique de Pompée est un lieu de transition entre la ville et « l'univers intérieur », tout le complexe voulu par le commanditaire démontrant « la mise en scène d'un pouvoir sacralisé ».
Le portique, « véritable musée », abritait en particulier des peintures murales grecques et des statues hellénistiques. Parmi les peintures trois tableaux sont cités par Pline l'Ancien et étaient disposées, sous un portique couvert, des œuvres de Polygnote, Pausias et Antiphile.
Les œuvres d'art auraient été choisies par Atticus, ami de Cicéron, et avaient comme point commun d'être en relation avec le monde du théâtre ou dans une thématique liée à Vénus. Étaient présentes trois séries de statues féminines, des hétaïres, des poétesses et des « femmes connues pour leur accouchement extraordinaire ». Cette présence serait une évocation des Enfers décrits dans le chant XI de l'Odyssée, plus précisément de « la visite du héros encore vivant aux Enfers », un « voyage initiatique » où Pompée était un héros semblable à Hercule ou Dionysos. Il y avait là une métaphore des Champs Élysées. Le commanditaire était représenté dans la pose de la nudité héroïque avec un globe dans la main gauche.

## Persistance dans la ville

### Vestiges
Les vestiges du complexe voulu par Pompée sont très ténus et rares en dépit de l'importance de l'édifice dans l'histoire de la ville. Les vestiges des maçonneries en opus reticulatum et des voûtes du théâtre apparaissent çà et là dans les caves et les soubassements des édifices voisins,,. Des éléments de corridors en opus reticulatum sont visibles dans des restaurants du quartier, Pancrazio et Grotte di Pompeo. Le complexe était localisé à proximité du Campo dei Fiori et de l'église Sant'Andrea della Valle. Le palais Righetti (Campo dei Fiori) occupe quant à lui l'exact emplacement du temple et possède des substructions du sanctuaire de Vénus,. Il ne reste plus de traces du portique, si ce n'est l'extrémité est qui est visible à l'arrière des temples de l'area sacra du Largo di Torre Argentina,,. Des restes de l'exèdre ont été conservés de même que des traces en opus quadratum de la Curie.

### Continuité dans la topographie urbaine

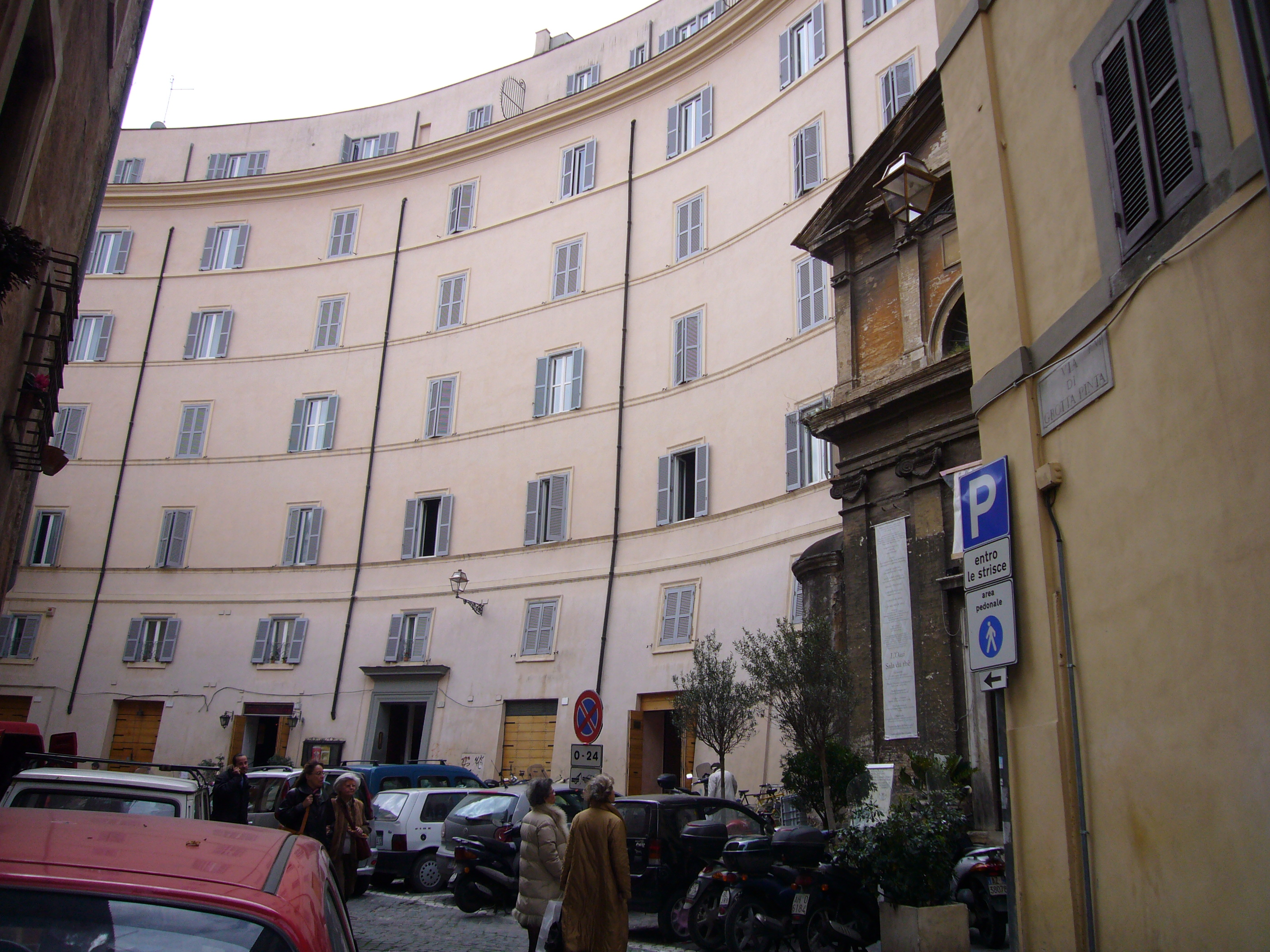
Via di Grottapinta : immeubles construits sur la face interne de la cavea du théâtre

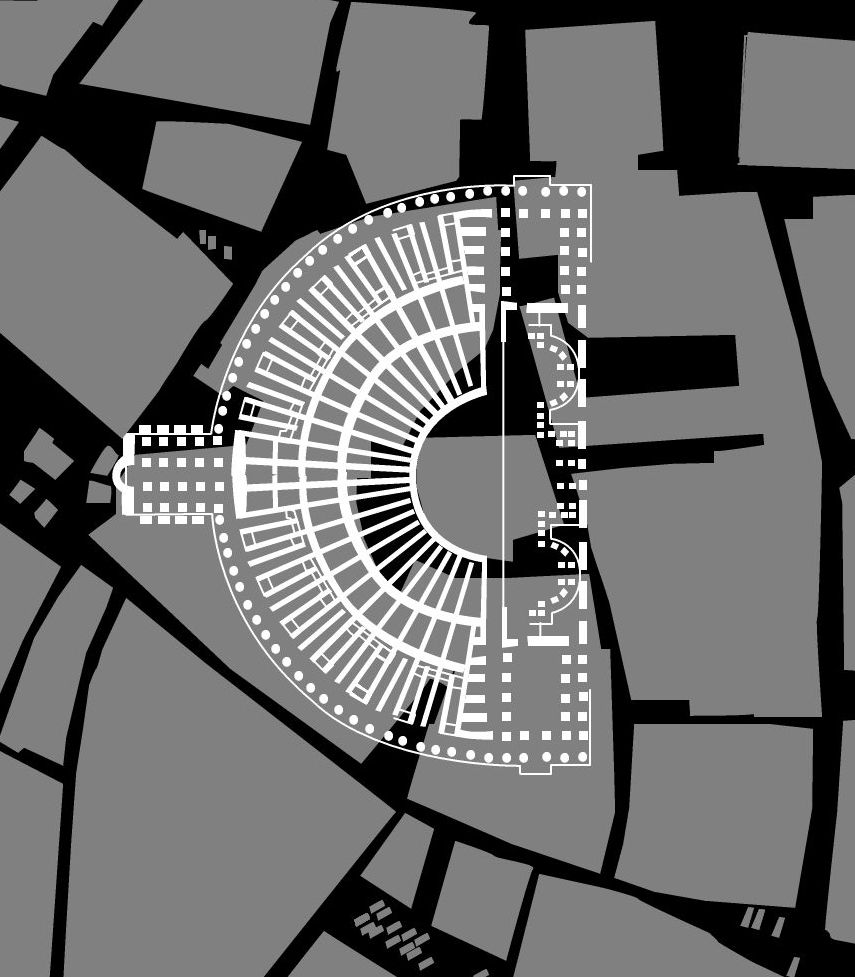
Superposition du plan du théâtre et des rues actuelles

Aujourd'hui, le théâtre a complètement disparu, mais on peut encore évaluer ses proportions imposantes à la forme incurvée des façades d'immeubles construits sur les gradins, dans la via di Grotta Pinta pour la partie interne, « un des cas les plus remarquables de continuité urbaine » selon Coarelli et dans la via del Biscione et la via dei Giubbonari pour les parties extérieures. Le palazzo Righetti proche du Campo dei Fiori est construit sur les fondations du temple de Vénus.
Le portique a également marqué la topographie urbaine, les proportions en étant conservées entre le Largo Argentina et la via dei Chiavari et la via del Sudario et la via di S. Anna.

### Œuvres d'art

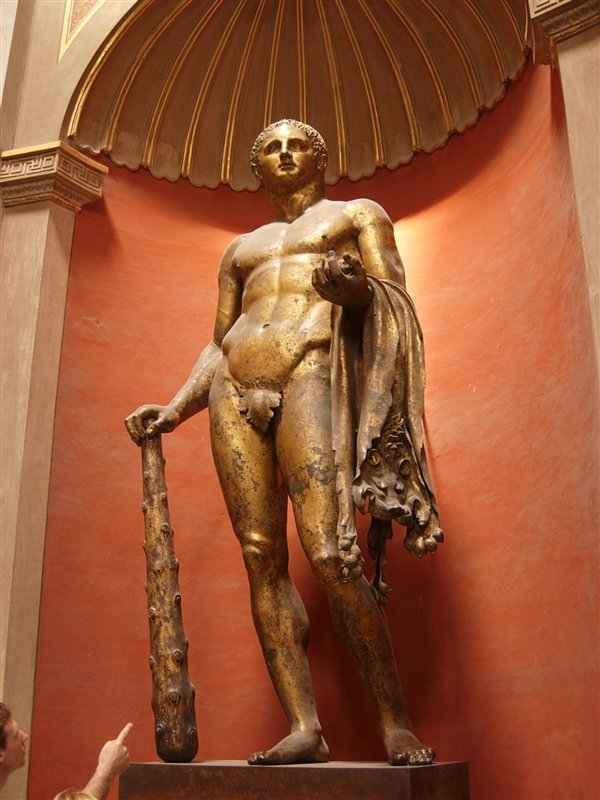
Statue d'Hercule en bronze doré - Musée Pio-Clementino

Une statue haute de 3 m et conservée au palais Spada représente Pompée dans la nudité conventionnelle des héros, vêtu d'un paludamentum et tenant un globe dans la main : c'est donc l'image d'un cosmocrator. Il est également porteur d'une épée et des « attributs du héros homérique ». La statue, retrouvée dans la via dei Leutari en 1500, intègre les collections de Bernardino Spada après un imbroglio juridique entre les deux propriétaires des terrains sur lesquels elle fut retrouvée. En marbre pentélique, elle est identifiée comme représentant Pompée dès 1658. Coarelli estime que la statue est celle aux pieds desquels tomba César, alors que Faccena estime que l'œuvre date des Flaviens ou de l'époque de Trajan. Le globe serait une métaphore des conquêtes de Pompée. Selon Sauron, la statue aurait porté dans sa main droite une statuette de Victoire en bronze, tout comme la statue de Vénus Victrix située dans le temple situé en haut de la cavea. Madeleine pense que la statue découverte n'est pas l'originale mais une réplique.
La scène était ornée de statues dont un Apollon Musagète accompagné de Muses ; deux de ces statues, hautes de 4 m, sont conservées au musée du Louvre (Melpomène) et au musée archéologique national de Naples (Erato). Un Hercule de bronze doré haut de 3,85 m est conservé au Musée Pio-Clementino du Vatican.

## Un précurseur issu d'une longue tradition

### Premier théâtre de Rome en dur
Il y avait une tradition reliant théâtre et temples depuis le IIe siècle av. J.-C..

#### Raisons de l'opposition sénatoriale

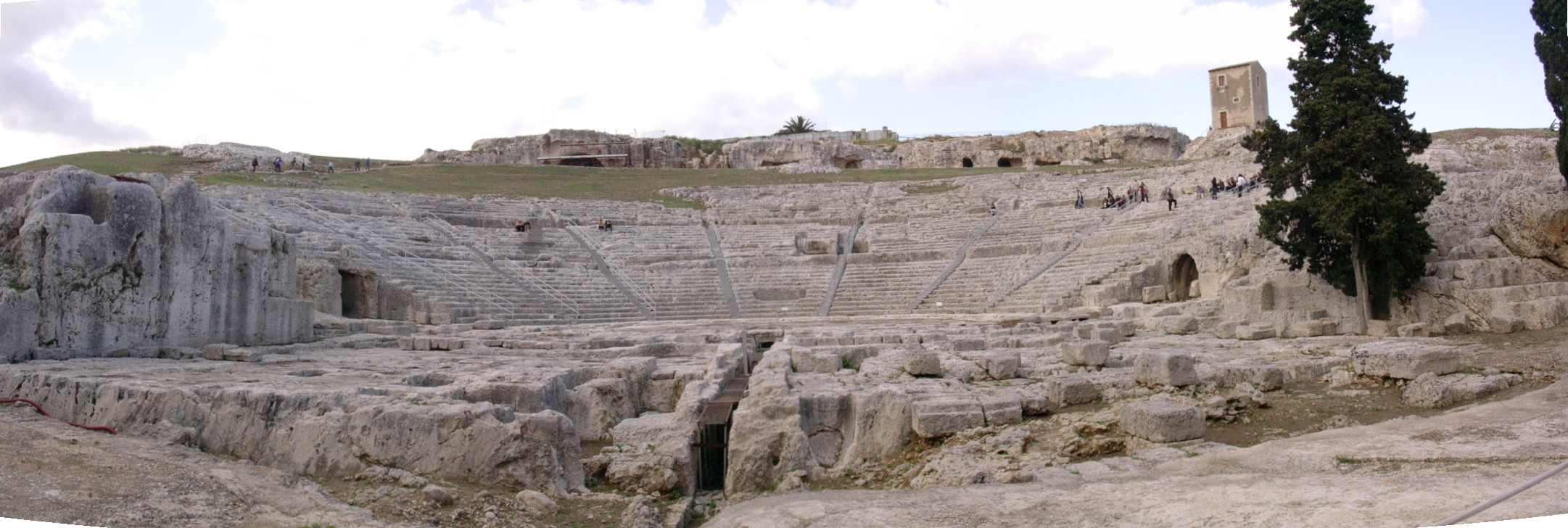
Théâtre de Syracuse du

Les théâtres en dur existaient dans d'autres villes d'Italie méridionale, en particulier à Pompéi ou Syracuse. Seul le théâtre de Teanum, du IIe siècle av. J.-C. possédait des substructions avant l'édifice construit par Pompée : dans ce monument, d'un diamètre de 85 m, le public circulait dans la structure de soutien du bâtiment. Cependant une telle construction dans la ville de Rome était « un fait relativement nouveau et traumatisant ».
Les jeux dits ludi megalenses sont introduits vers 200 av. J.-C. et avaient lieu dans des théâtres provisoires bâtis devant les temples. D'autres spectacles avaient lieu lors d'autres jeux introduits antérieurement, au milieu du IIIe siècle. Les théâtres étaient auparavant en bois et amovibles, cette tradition selon Tite-Live remontait à 364 av. J.-C. C'est aux environs de 200 av. J.-C. que les bancs de bois à l'attention du public apparaissent.
Un premier précédent de construction de théâtre en pierre, en 155 av. J.-C., avait échoué. Les censeurs souhaitent alors bâtir un théâtre sur le flanc du Palatin, détruit par le Sénat qui interdit de surcroît la construction de gradins 1 000 pas autour de Rome. Le consul Scipion Nasica, considérant l'édifice comme « inutile et [nuisible] à la moralité publique » convainquit le Sénat de mettre fin au projet.

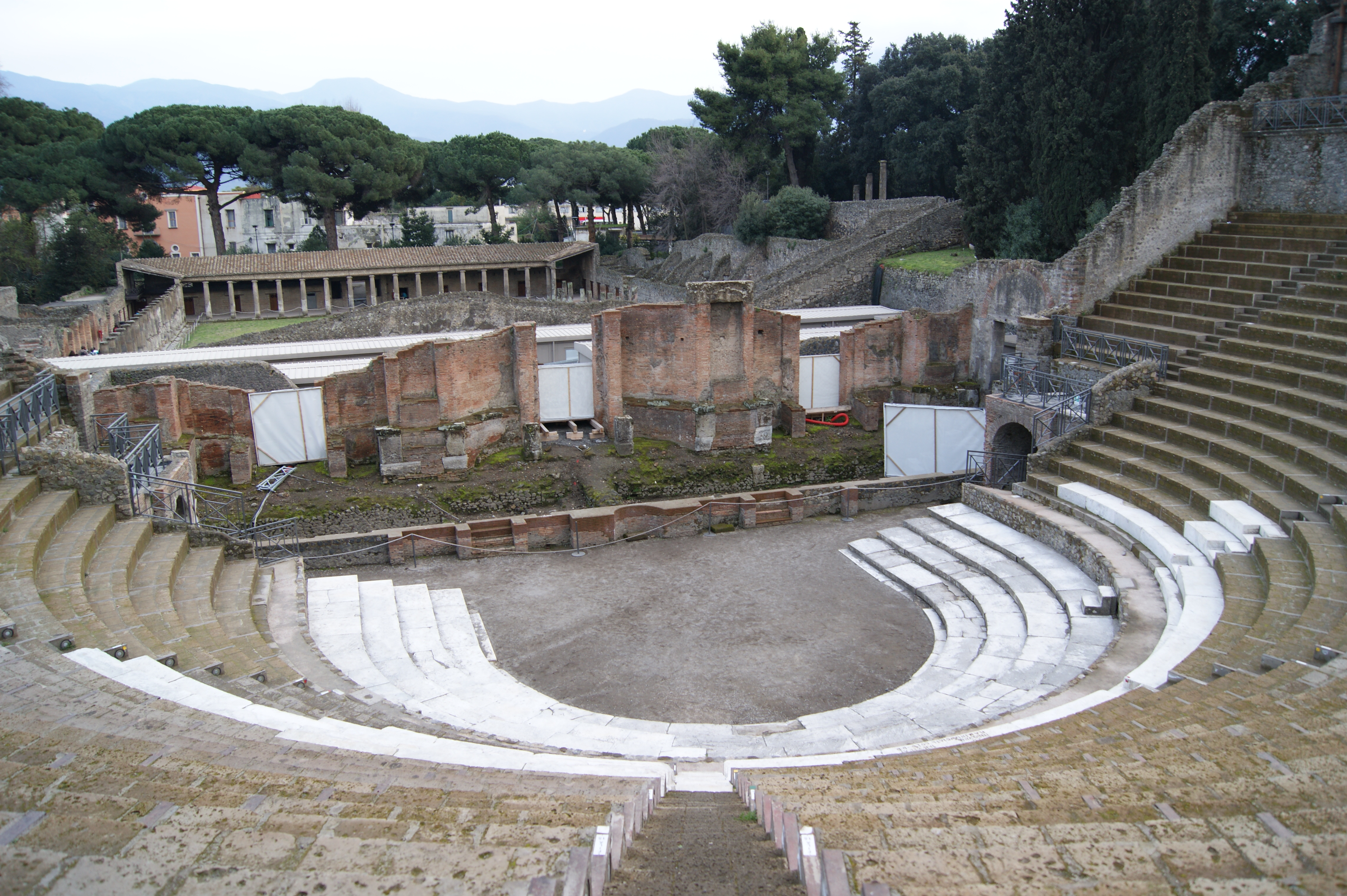
Le grand théâtre de Pompéi du

Lucius Mummius Achaicus fait construire le premier théâtre en bois complet agencé selon la tradition grecque en 145 av. J.-C., avec des gradins improvisés. Les théâtres en bois, même richement décorés, n'ont alors qu'une durée de vie brève et sont offertes par les édiles. Le coût des installations temporaires était considérable, même si les matériaux étaient utilisés après-coup dans les maisons privées des financeurs. À la fin de la République, ces édifices, bien que provisoires, étaient cependant richement ornés et décorés afin de « créer l'illusion d'un univers palatial proche de celui des souverains hellénistiques ». Les spectateurs étaient abrités du soleil par des toiles et les spectateurs étaient aspergés d'eau safranée.
Les conservateurs considéraient le théâtre comme « une cause de dégénérescence » et les citoyens ne devaient pas s'asseoir pour regarder, comme les Grecs. Les jeux avaient lieu pendant la journée et avaient un lien avec la religion : le fait de s'asseoir d'emblée sur des gradins estompait la connexion avec le monde religieux et poussait à l'oisiveté le peuple, selon Tacite.

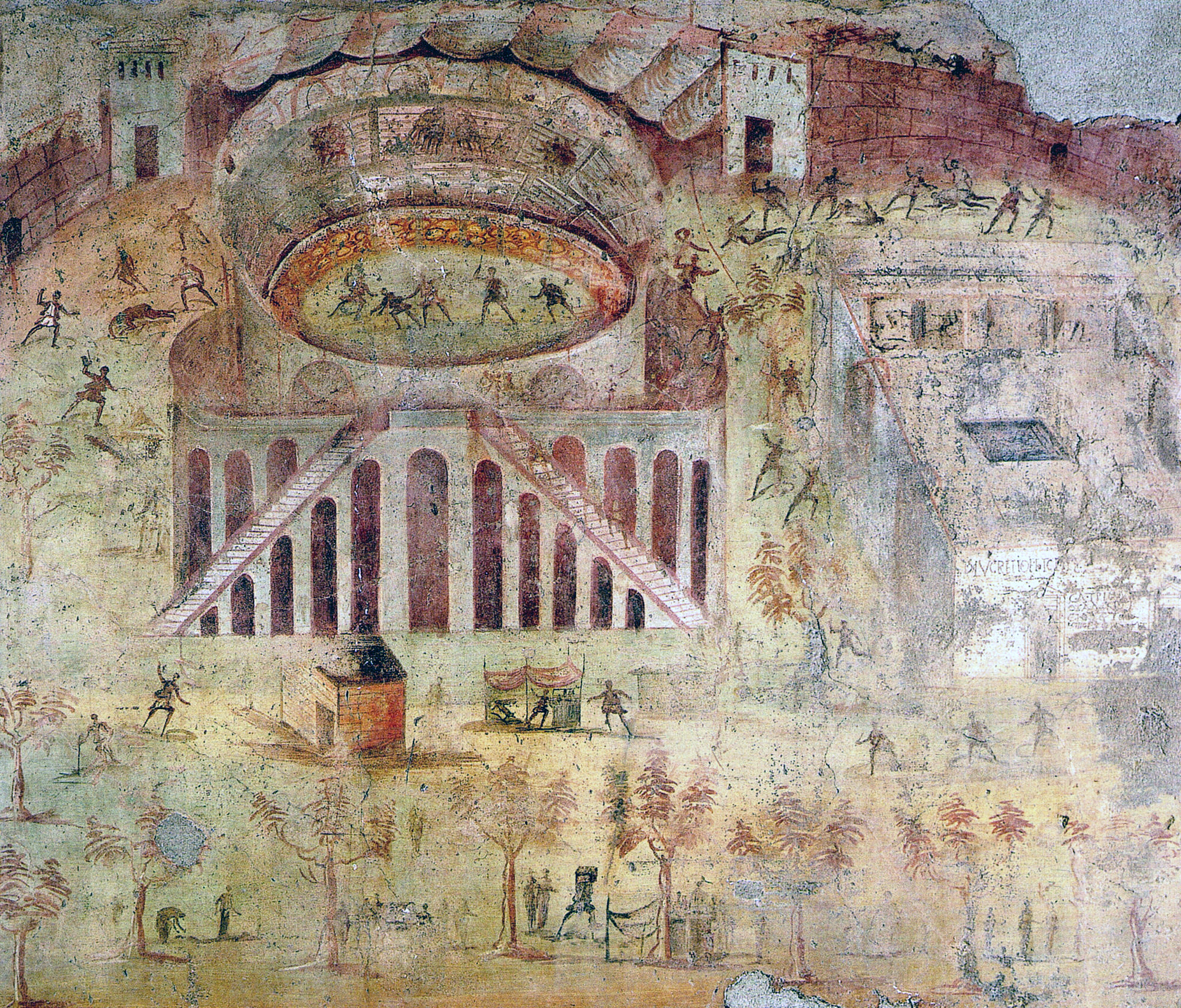
Fresque de la rixe de l'amphithéâtre de Pompéi, de la Casa della Rissa nell'Anfiteatro, au Musée archéologique national de Naples

Les théâtres étaient destinés en Grèce non seulement aux spectacles mais aussi aux assemblées politiques, cette expression démocratique faisait peur également aux sénateurs de la Ville. Le lieu pouvait aussi être « un lieu propice à l'agitation politique ». La plèbe aurait pu avoir un lieu de réunion adapté à une nombreuse assistance, et de ce fait le risque était grand d'« assemblées séditieuses ». Le théâtre, avec son acoustique, pouvait permettre à des orateurs d'être entendus par toutes les personnes assises, contrairement au Forum ou au Circus Maximus. Lors des réunions politiques des comices, l'assistance était debout.
Sophie Madeleine a repéré deux débordements populaires dont le théâtre de Pompée fut le siège. L'un de ces deux mouvements d'émeute se produisit au moment du décès de Sextus Pompée, lorsque son meurtrier donna des jeux. D'autres lieux de communication politique existaient, comices et autres réunions politiques, mais avec une très faible possibilité d'expression populaire. Du fait des qualités des théâtres, les jeux organisés dans ces lieux étaient limités à certains jours. Les agitations n'étaient pas seulement politiques, elles pouvaient également être dues à une prestation artistique médiocre ou à la présence dans les lieux d'une personne n'ayant rien à y faire selon l'assemblée. Le théâtre était « l'endroit idéal pour faire entendre la voix du petit peuple », et selon Nicolet « un moyen et un champ d'action politique ». Les théâtres localisés dans les villes de province risquaient moins de se transformer en lieux de sédition du fait de leur taille moindre. Le théâtre de Pompéi pouvait accueillir 2 000 spectateurs. La cité campanienne fut cependant le lieu d'une rixe aux abords de l'amphithéâtre en 59,.
Une autre raison à l'opposition des sénateurs de Rome semble avoir été un rejet du modèle architectural grec.
La dernière raison est le rejet d'un système de construction financé par des ambitieux soucieux de progresser dans leur cursus honorum.

#### Audace du commanditaire
Le théâtre de Pompée est une première car son commanditaire « brave (...) l'interdiction du Sénat de construire à Rome en théâtre en pierre » et « nul ne pouvait être dupe » du caractère artificiel du motif religieux. L'audace du général tend à discréditer le Sénat et porte en quelque sorte ce qui fut un caractère de la fin de la République romaine, « l'arrivée au pouvoir d'hommes audacieux et populaires qui centraliseraient l'autorité ». Pompée offre au peuple un lieu de rassemblement afin de s'assurer ses faveurs, avec le théâtre et le portique adjoint. Le rapport de force tend en faveur du général victorieux et la construction avait pour objet de pérenniser sa marque dans la Ville afin de ne pas sombrer dans l'oubli. La construction du complexe du Champ de Mars est pour Pompée « le couronnement de [sa] propagande [et] la mise en scène architecturale et décorative de ses thèmes les plus audacieux ». La présence d'une statue du commanditaire dans la Curie parallèle à la statue de Vénus située à l'autre extrémité du complexe souligne l'héroïsation souhaitée du général et « le simulacre divin ». Selon Coarelli la statue dans l'axe donnait à la bâtisse « des allures d'hérôon » et bénéficiait du charisme de Vénus Victrix. Le complexe voulu par Pompée constitue « une rupture, un tournant dans l'exaltation du pouvoir personnel ».

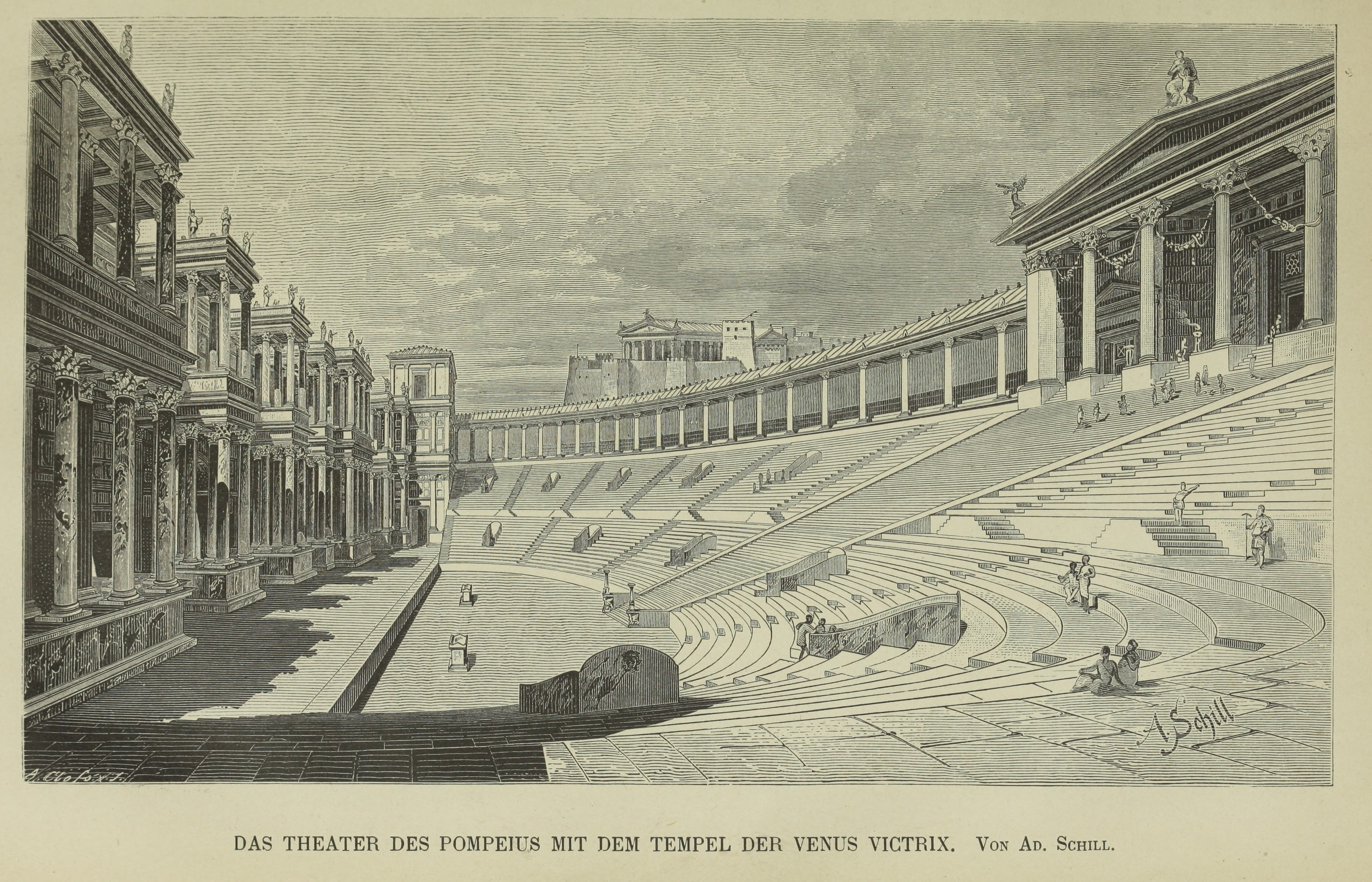
Intérieur reconstitué du théâtre de Pompée, donnant accès au temple de Vénus Victrix

Pompée aurait, par ruse, prétexté que « la cavea n'était qu'un escalier devant le temple de Vénus victorieuse »,,. Cette interprétation de l'édifice cultuel est « tendancieuse » selon Duret et Néraudau. Gros considère que l'association théâtre-temple « désignait le lieu du spectacle comme une aire cultuelle dépendant du sanctuaire ». Pour Coarelli le temple est l'élément principal, et le théâtre est « un appendice fonctionnel ». Le commanditaire a peut-être été guidé par Varron pour le choix des divinités honorées, car il a fait réaliser un édifice à Cassino, reconnu comme un temple. Gros considère que l'édifice cultuel est prééminent et que le complexe construit s'inspire du sanctuaire de Préneste, en dépit de la fiction de l'escalier menant au sanctuaire, du fait de la hauteur des gradins.
Le complexe pompéien avec des fonctions politiques et judiciaires outre le théâtre était une annexe du domicile du commanditaire qui ne pouvait entrer dans le pomerium du fait des pouvoirs proconsulaires. César a tenté vainement de réaliser un théâtre sur les pentes du Capitole avec une appropriation du temple de Jupiter Capitolin qui aurait dans ce cadre servi de temple in summa cavea selon Coarelli. Cette construction aurait été une appropriation d'un lieu de culte vénérable aux fins de vénérer le dictateur de son vivant, « solution outrancière » abandonnée par Auguste qui met en place le culte des empereurs après leur mort par l'apothéose.

### Modèles et inspirations
La question des modèles pour le complexe pompéien est très importante et problématique, il faut sans doute évoquer à propos du projet de Pompée au Champ de Mars « une multitude d'influences ».

#### Modèle hellénistique

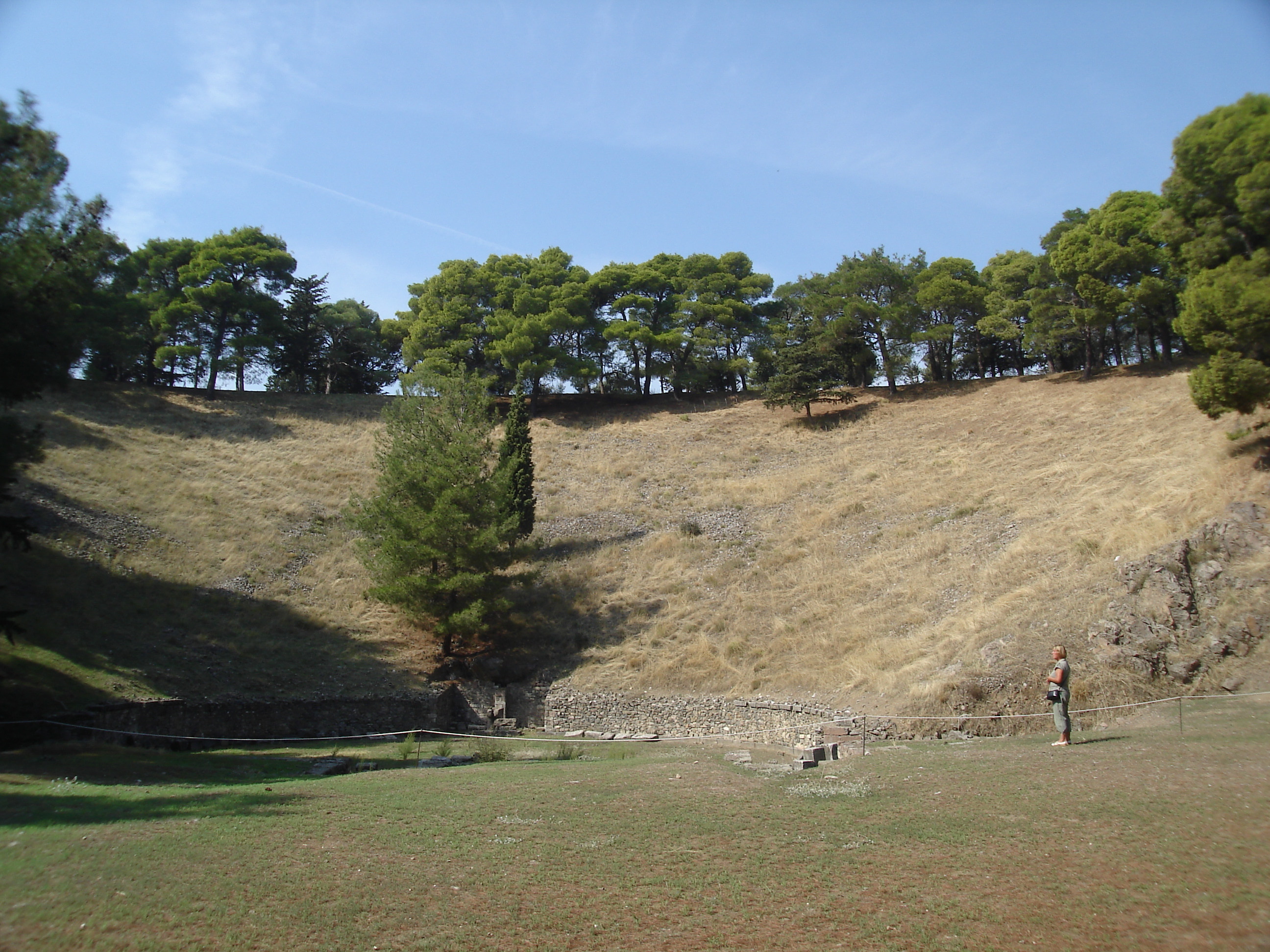
Vestiges du théâtre de Mytilène, modèle pour le théâtre de Pompée selon Plutarque

Plutarque signale que Pompée prend comme modèle le théâtre de Mytilène, à Lesbos, « ravi de la beauté du théâtre, il en fit lever le plan en 62 av. J.-C. et prendre le dessin, pour en élever un pareil à Rome, mais plus grand et plus important ». Cet édifice, dans lequel Téophane (ancien historien et ami de Pompée,) avait célébré le général vainqueur, est malheureusement mal conservé sauf l'orchestra. L'édifice primitif, daté du IIIe siècle av. J.-C. a été d'autre part largement modifié à l'époque julio-claudienne. Coarelli apporte crédit au texte de Plutarque, aux « sources excellentes » en 1997, un plan italique n'étant pas incompatible selon lui avec une adaptation d'un modèle grec, à l'exemple des adaptations réalisées dans la villa Hadriana. Richardson considère le récit antique comme ne concernant pas l'édifice effectivement construit, tout comme Sauron qui considère l'affirmation de Plutarque comme une intention non suivie d'effets. Selon Gros l'anecdote est un signe du « climat de gestation caractéristique de l'époque », à la recherche de la synthèse entre l'architecture grecque et l'urbanisme romain.
La présence en un même lieu d'un temple et d'un théâtre n'est pas une innovation de Pompée. Au bouleutérion (en grec ancien βουλευτήριον) de Milet sont regroupés un temple, un portique et un monument en forme de théâtre qui est le bouleutérion stricto sensu : selon Madeleine il y a là une « idée de complexe architectural ». Le thersilion de Megalopolis, lieu de réunion de la Ligue achéenne, comprenait également trois éléments.
La nouveauté est la disposition ascendante des éléments d'inspiration pergaméenne. La forme du théâtre avec une cavea semi-circulaire et un frons scænæ rectiligne est à chercher en particulier dans les sites grecs de Sicile selon Sauron. Le site religieux situé au-dessus de la cavea est un prototype asiatique selon le même auteur et selon Coarelli, qui voit dans le portique la même source d'inspiration. À Pergame le siège des jeux était également le lieu du culte dynastique et de la célébration des victoires militaires.
Le portique a pu bénéficier d'influences diverses : l'influence hellénistique, avec la présence de niches et d'exèdres, celle de l'architecture des palestres et des paradis orientaux selon Grimal, faisant de ce lieu « un complément idéal pour le théâtre qui lui était accolé ». Monterroso Checa considère que l'édifice possède un « caractère globalement hellénisant ».

#### Complexes du Latium

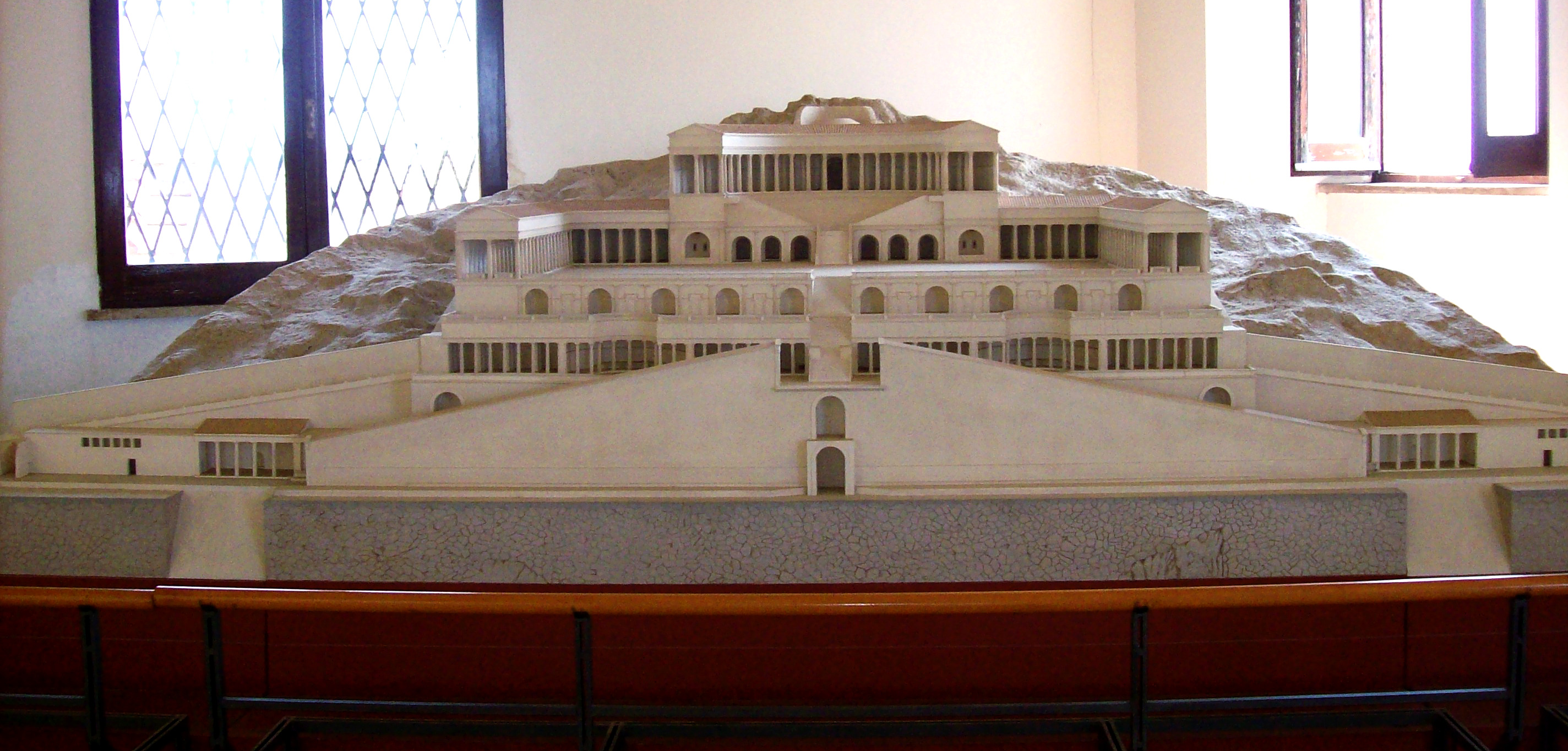
Maquette du sanctuaire de la Fortuna Primigenia au Musée national d'archéologie prénestine

Le temple de Venus Victrix, « alibi religieux », est placé dans le complexe pompéien au sommet des gradins, « escalier d'accès au sanctuaire », « caution religieuse de Pompée ». Les théâtres-temples sont perçus par certains auteurs dont Hanson comme le « produit exclusif de la culture italique » avec l'usage de « l'axialité et la frontalité », cependant Coarelli considère cette hypothèse exclusive comme suspecte, car les complexes italiques datent du IIe siècle av. J.-C. alors que des structures semblables datent du IIIe siècle av. J.-C. comme l'Asklepeion de Cos. Les théâtres-temples doivent être appréhendés dans le contexte religieux qui prévalait aux représentations théâtrales et aux ludi en Grèce et à Rome.
Le complexe a pris comme modèles les complexes religieux du Latium des IIe – Ier siècle av. J.-C., comme le Sanctuaire de la Fortuna Primigenia à Préneste, le sanctuaire d'Hercule Vainqueur à Tibur daté de 70-60 av. J.-C. ou Gabies. Les complexes possèdent des hémicycles pourvus de gradins dont l'utilisation n'est pas claire, pour les rites religieux ou des spectacles, mais qui leur donnent une unité architecturale.
Le sanctuaire de Préneste, daté de 150-125 av. J.-C., possédait le sanctuaire dans sa partie supérieure et le forum dans sa partie inférieure. En outre, il comprenait une vaste place à portique et le sanctuaire possédait une cavea et une tholos. Pompée a sans doute utilisé cette structure pour son complexe, structure dont la popularité ne s'est pas démentie jusqu'à la christianisation au IVe siècle.
Le sanctuaire de Junon de Gabies dont la genèse remonterait au IVe siècle av. J.-C., possédait un oracle sous le temple. La situation du complexe au IIe siècle laisse apparaître un portique avec jardin et également des boutiques sur trois côtés, le dégagement étant orné de nombreuses statues. Coarelli évoque un syncrétisme entre le culte de Junon et celui accordé à Vénus à partir de l'époque de Sylla. Le dernier côté était occupé par une cavea dont l'axe central des gradins indique le centre de l'édifice cultuel, comme à Tibur.

#### Forums de cités provinciales

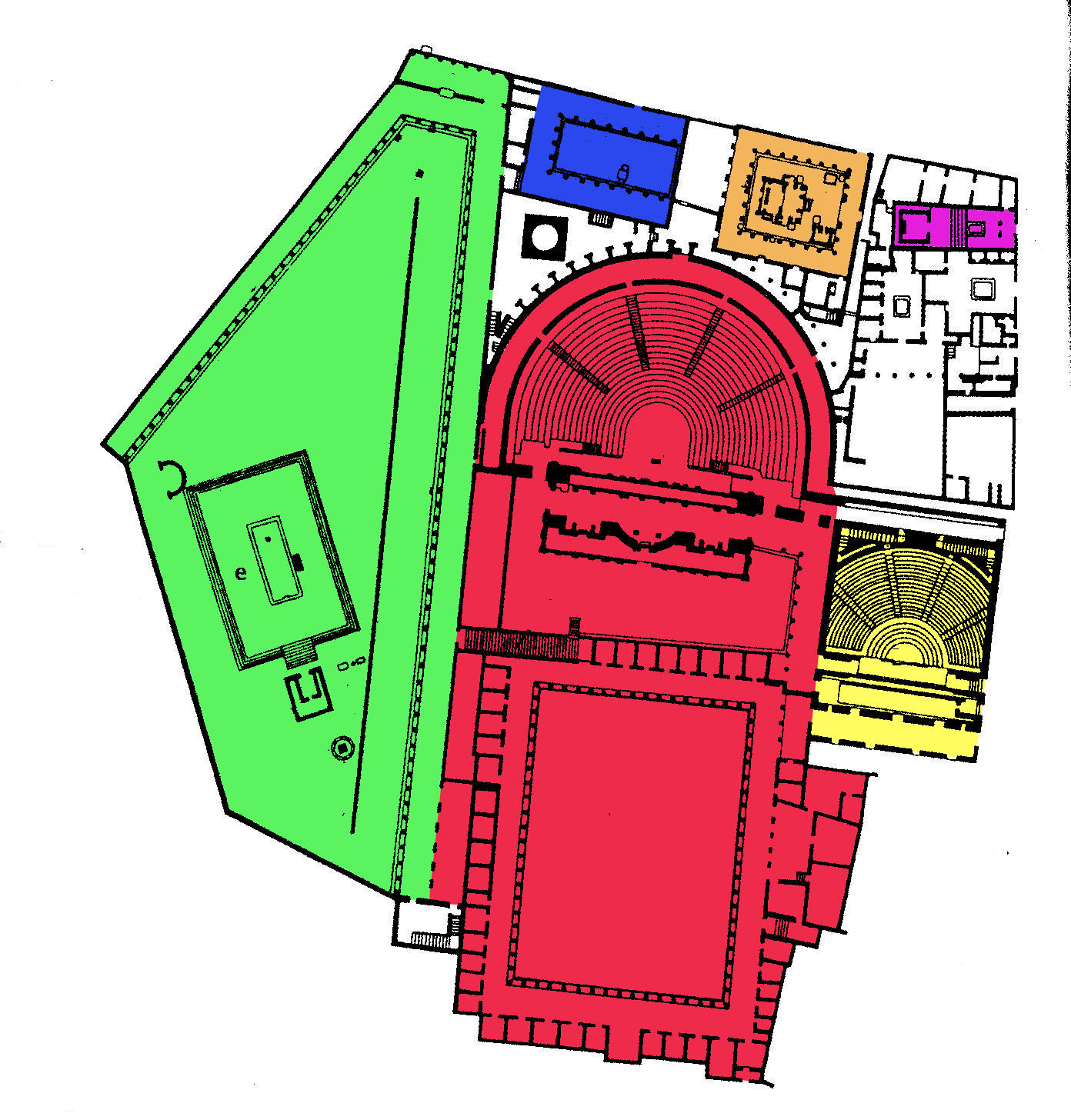
Forum triangulaire de Pompéi et quartier des théâtres
Forum triangulaire
Palestre
Temple d'Isis
Temple de Jupiter Meilichios
Théâtre et caserne des gladiateurs
Odéon

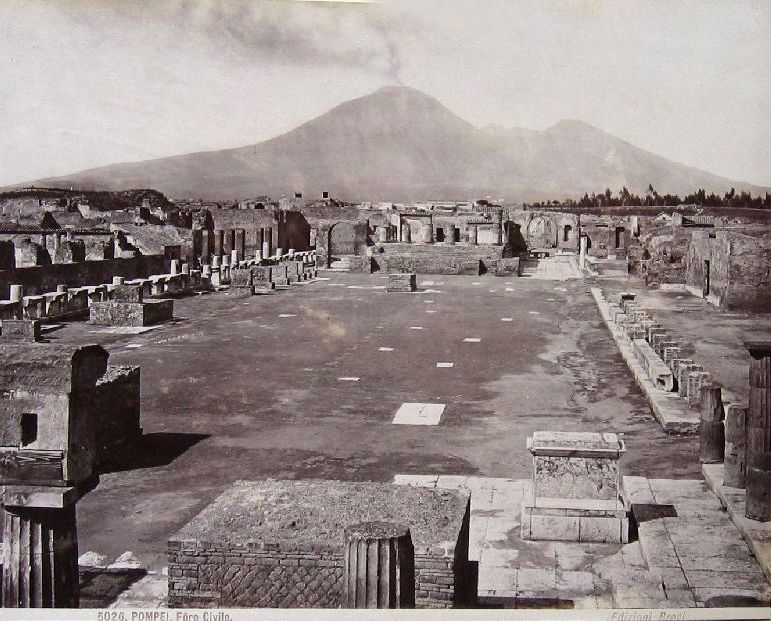
Le forum de Pompéi dans les années 1870, photographie de Giacomo Brogi

Le rassemblement en un lieu unique de fonctions différentes est présent dans les cités d'Italie. Ainsi, le forum de Pompéi édifié au IIe siècle av. J.-C. présente un portique avec sur les deux petits côtés un temple, le Capitole et l'autre côté des édifices civiques.

### Premier d'une série et exemple le plus abouti
Ce premier théâtre romain en dur, le plus important de Rome fut bientôt suivi d'édifices conçus sur le même modèle : un hémicycle sur voûtes et murs rayonnants. Le théâtre de Pompée était « une réalisation prestigieuse, très en avance sur son temps » qui bénéficiait d'avancées techniques.

#### Postérité à Rome
Le complexe pompéien est la première étape d'un profond renouvellement de l'architecture de la ville, les techniques permettent désormais des constructions beaucoup plus importantes. L'œuvre commandée par Pompée a amorcé ce qui sera développé par la suite par Auguste et Agrippa. L'emploi massif du marbre dans la construction concourt à « consacrer l'invincible supériorité de la nouvelle construction sur les réalisations les plus audacieuses des années précédentes ».
L'innovation en Italie que constituait le jardin public du portique de Pompée fut reprise par César qui offre ses jardins au peuple en 45 av. J.-C., par Auguste qui offre la possibilité aux Romains de se promener dans la zone de son mausolée en -28, et enfin dans les jardins d'Agrippa en -12 et au portique de Livie en -7. Le portique, par sa taille et la fonction muséale, a eu selon Gros « une influence durable sur la première architecture impériale ».

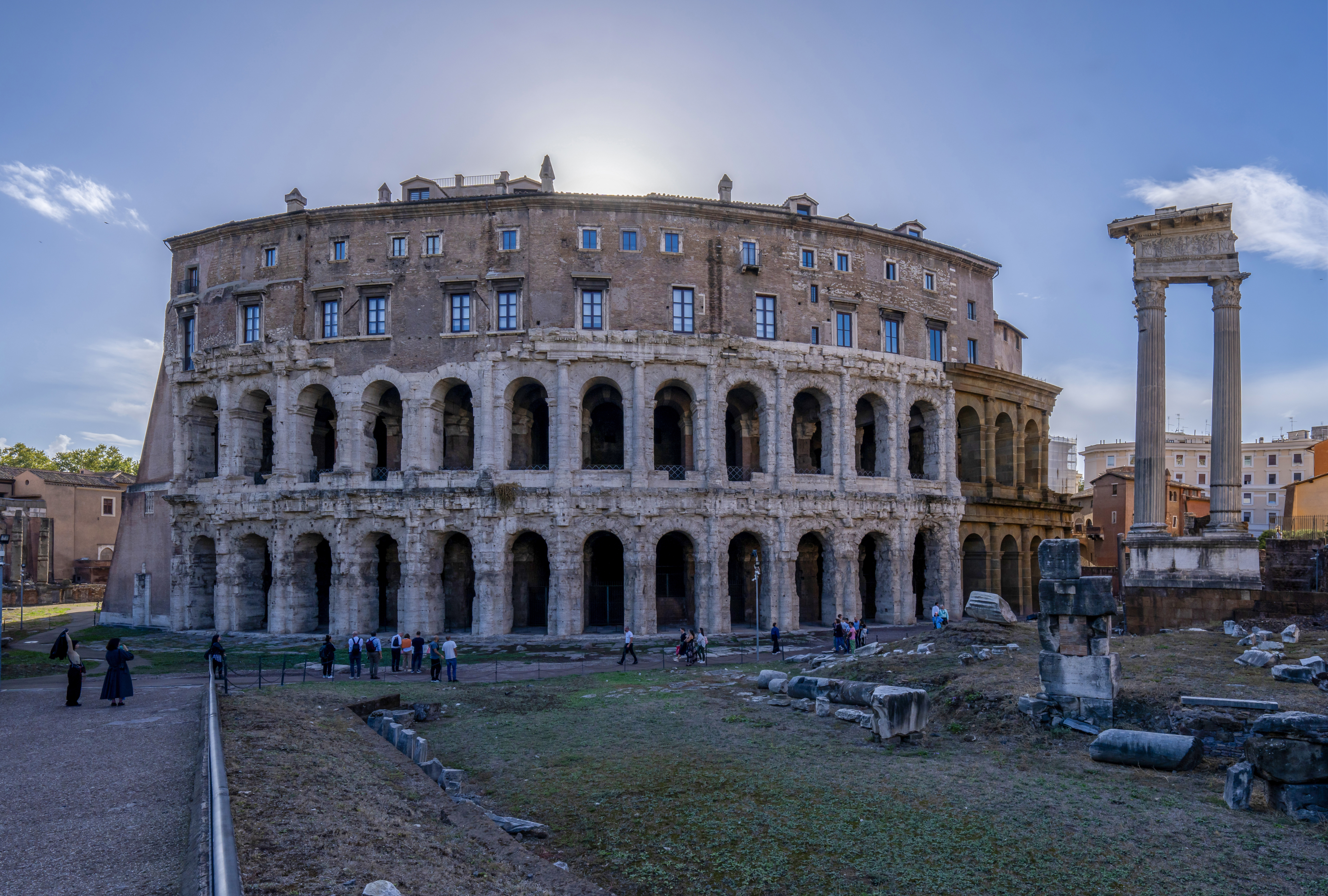
Le théâtre de Marcellus

Les édifices de théâtre en dur sont construits alors que le répertoire ne se renouvelle plus, les spectateurs s'attachant aux mises en scène. Ce fut d'abord le théâtre de Marcellus (-30 à -13), dont les travaux débutèrent sous l'impulsion de César et dont la dédicace date de 13 av. J.-C. L'inauguration de l'édifice date de 17 av. J.-C. et, avec 130 m de diamètre et 33 m de haut, il pouvait accueillir 15 000 spectateurs. Cet édifice a été bâti à peu près à l'emplacement d'un ancien théâtre en bois, le théâtre ad aedem Apollinis. L'espace était déjà occupé et l'édifice est limité par la présence du Tibre. Le théâtre de Marcellus est suivi de celui de Balbus dédié en 13 av. J.-C. D'un diamètre de 90 m, ce dernier édifice pouvait accueillir 11 500 spectateurs. Muni d'un portique, la Crypta Balbi, l'édifice est orienté de la même manière que l'édifice pompéien. Les trois édifices sont tous groupés dans le même quartier et à peu de distance. Ces constructions qui se succèdent sont peut-être à relier à une croissance démographique importante de Rome dont la population double entre le dernier tiers du IIIe siècle av. J.-C. et 28 av. J.-C. et à un exode rural vers la Ville le dernier siècle de la République. Des distributions de blé et des jeux contribuent alors au contrôle de la population de Rome.. Pour une prise en compte des questions de prise au vent et de luminosité l'orientation à l'est a été adoptée pour d'autres édifices de spectacles, le théâtre de Balbus et l'odéon de Domitien.
On n'eut à construire sous l'Empire que l'odéon de Domitien (fin Ier siècle), ainsi qu'un éphémère théâtre de Trajan, également sur le Champ de Mars (début IIe siècle), démoli après quelques années, sous le règne d'Hadrien. Cependant le complexe pompéien resta le plus prestigieux par sa taille et les conditions de son édification, « aucune structure comparable ne viendra jamais s'implanter à Rome ».
Le projet pompéien du Champ de Mars fut le complexe architectural le plus vaste conçu et réalisé à Rome jusqu'aux Forums impériaux. Le complexe de Pompée a servi de modèle également au forum de César, dans le contexte de rivalité des deux hommes politiques. Les espaces cultuels sont dédiés à Vénus et centrés dans les deux cas. Des statues des deux dédicants sont présents dans les deux cas et dans l'axe des sanctuaires, accentuant la « dimension idéologique indiscutable ». Les changements opérés après 32 av. J.-C. visent à modifier le sens du complexe architectural et l'axe initial de ce dernier. La finalité politique du positionnement des statues est reprise dans les forums impériaux à l'exception du Forum de la Paix. La disposition est reprise après la destruction de la Curie et l'arc consacré à Tibère change le point de vue à adopter par les visiteurs dont le regard est tourné vers l'est et non plus vers l'ouest : les changements opérés sur le contexte permettent de changer le sens et la « lecture idéologique » de la construction et de le transformer en « édifice de spectacle ordinaire ».

#### Postérité hors de Rome

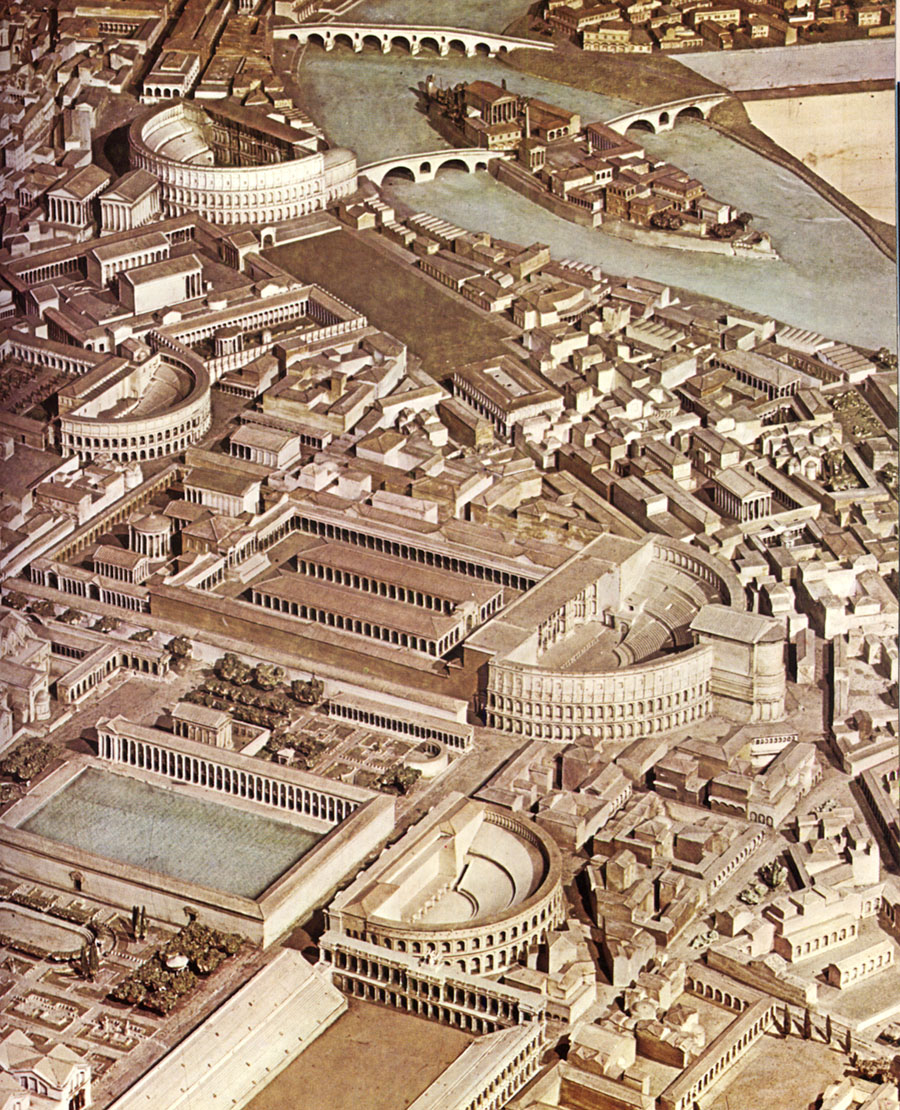
Les quatre théâtres de Rome, groupés sur le Champ de Mars, de haut en bas : théâtre de Marcellus, théâtre de Balbus, théâtre de Pompée et odéon de Domitien

Le théâtre de Pompée fut aussi le modèle de tous les théâtres romains édifiés dans les villes de province, jusqu'aux confins de l'Empire, même s'il demeura le plus important de tous.
Le théâtre de Césarée de Maurétanie édifié par Juba II prend également comme modèle le complexe pompéien. Ce souverain a été élevé à Rome et s'en inspire pour le théâtre édifié dans sa ville, qui possédait également un portique et un temple dans sa partie supérieure. Le théâtre de Césarée Maritime édifié par Hérode a peut-être aussi pris le complexe de Rome comme modèle. L'installation de temples dans les parties hautes de la cavea est avérée de façon assurée dans 10 cas par Madeleine dont à Leptis Magna et Dougga, les temples de ces deux édifices étant dédiés à Cérès. Un portique annexé à un théâtre est attesté à Volterra, Trieste et Mérida.
Le complexe a servi de modèle pour les forums provinciaux et aurait été « le premier des forums impériaux » avec un espace politique et un espace cultuel, « ensemble destiné à se substituer aux sièges traditionnels de la politique ». La présence d'un temple, d'un portique et d'une curie se retrouve aussi dans des forums de ville hors d'Italie, dont celui d'Augusta Raurica, daté de 15 à 10 av. J.-C..

#### Postérité du mode de construction et d'organisation de l'espace
La construction est faite sur des fondations artificielles et ne s'appuie pas au relief du terrain, c'est « une des innovations les plus extraordinaires du théâtre de Pompée ». Certains aspects, en particulier le côté inachevé de certains éléments essentiels au fonctionnement du théâtre font dire à Gros que la construction appartenait à « une phase expérimentale ».
La circulation des spectateurs se faisait rapidement à l'intérieur d'une cavea creuse. La même technique permettait des constructions sur des terrains plats libres. En outre, elle plaisait au tempérament romain empli de « volonté de dompter la nature plutôt que de la subir ».

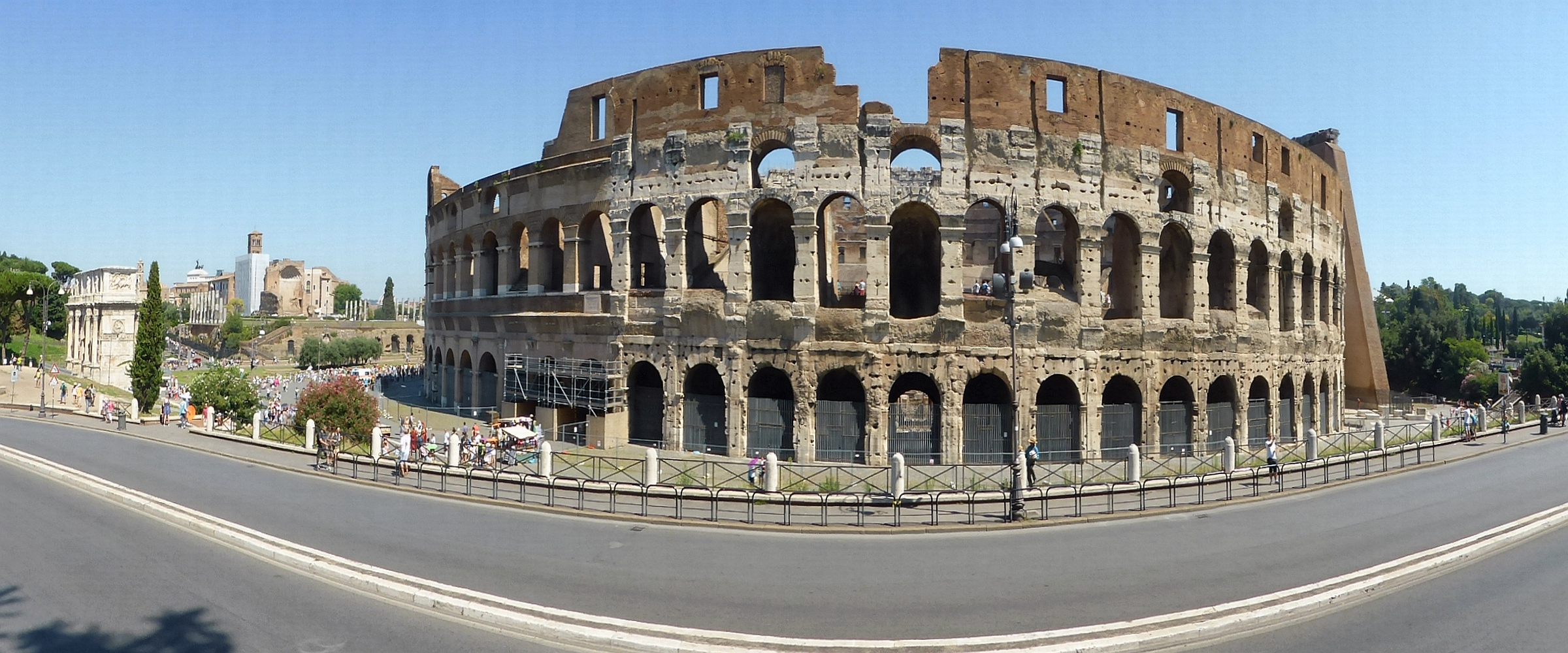
Vue panoramique du Colisée, qui reprend la technique des arcades en façade

La présence d'arcades en façade de l'édifice permet de créer des escaliers et des voies de circulation n'empiétant pas sur la cavea, ouvrant la voie selon l'expression de Bernard à une architecture « à la fois urbaine, fonctionnelle, prestigieuse, monumentale et de grande capacité ».
Le système de façade sur arcades a été largement repris dans les édifices de spectacles construits ultérieurement. Outre les deux théâtres bâtis à Rome de Marcellus et de Balbus, la technique est reprise également dans l'amphithéâtre « le plus monumental de Rome », le Colisée.
Le frons scaenae du théâtre de Pompée avec niche rectangulaire centrale et deux niches semi-circulaires a été repris entre autres à Bénévent, au théâtre inauguré en 126 et Taormine, rénové au IIe siècle de notre ère.
Le complexe pompéien du Champ de Mars correspond aux canons de la beauté urbaine, et à un « beau modèle architectural » issu du modèle de Pergame comme d'exemples hellénistiques, avec une « valeur esthétique ancestrale », mais il est aussi le résultat d'un pari architectural et politique. Cependant, après le théâtre de Pompée, et au théâtre de Marcellus de prime abord, le lieu de culte n'est pas intégré au complexe architectural et la solution retenue est celle d'un lieu de culte antérieur situé à proximité.